# Argentina en los Juegos Panamericanos de 2019
La participación de Argentina en los Juegos Panamericanos de 2019 en Lima, Perú del 24 de julio al 11 de agosto, fue la decimonovena presentación oficial organizada por el Comité Olímpico Argentino (COA) y las federaciones deportivas nacionales de cada deporte. La delegación estuvo integrada por 539 deportistas, de los cuales 313 fueron hombres (58,08%) y 226 fueron mujeres (41,92%) que participaron en 41 deportes. Fue la delegación argentina más numerosa en la historia de los Juegos Panamericanos.
La delegación argentina finalizó en 5.º lugar, con un total de 101 medallas (33 de oro, 34 de plata y 34 de bronce) que, por la cantidad de medallas, significaron la mejor actuación argentina de la historia en Juegos Panamericanos no disputados en su territorio.

## Medallistas
| Medalla           | Atletas | Deporte                                     | Evento                                | Fecha        |
| ----------------- | --- | ------------------------------------------- | ------------------------------------- | ------------ |
| Medalla de oro    | Juan Francisco Sánchez                                                                                        | Patinaje artístico                          | Programa libre                        | 27 de julio  |
| Medalla de oro    | Lucas Guzmán                                                                                                  | Taekwondo                                   | -58 kg                                | 27 de julio  |
| Medalla de oro    | Juan Ignacio Cáceres Gonzalo Carreras Ezequiel Di Giácomo Manuel Lascano                                      | Canotaje                                    | K4 500 m                              | 28 de julio  |
| Medalla de oro    | Selección argentina de rugby 7                                                                                | Rugby 7                                     | Masculino                             | 28 de julio  |
| Medalla de oro    | Agustín Vernice                                                                                               | Canotaje                                    | K1 1000 m                             | 29 de julio  |
| Medalla de oro    | Manuel Lascano Agustín Vernice                                                                                | Canotaje                                    | K2 1000 m                             | 29 de julio  |
| Medalla de oro    | Eugenia De Armas                                                                                              | Esquí acuático                              | Wakeboard                             | 29 de julio  |
| Medalla de oro    | Sabrina Ameghino                                                                                              | Canotaje                                    | K1 200 m                              | 30 de julio  |
| Medalla de oro    | Selección argentina de softbol                                                                                | Softbol                                     | Masculino                             | 1 de agosto  |
| Medalla de oro    | Leonela Sánchez                                                                                               | Boxeo                                       | 54-57 kg                              | 1 de agosto  |
| Medalla de oro    | Julián Gutiérrez Fernanda Russo                                                                               | Tiro \|\| Equipo mixto rifle de aire 10 m   | 3 de agosto                           |              |
| Medalla de oro    | Nadia Podoroska                                                                                               | Tenis                                       | Single femenino                       | 4 de agosto  |
| Medalla de oro    | Selección argentina de vóley                                                                                  | Vóley                                       | Masculino                             | 4 de agosto  |
| Medalla de oro    | Selección argentina de básquet                                                                                | Básquet                                     | Masculino                             | 4 de agosto  |
| Medalla de oro    | Selección argentina de balonmano                                                                              | Balonmano                                   | Masculino                             | 5 de agosto  |
| Medalla de oro    | Delfina Pignatiello                                                                                           | Natación                                    | 400 m libre                           | 6 de agosto  |
| Medalla de oro    | Virginia Bardach                                                                                              | Natación                                    | 200 m mariposa                        | 6 de agosto  |
| Medalla de oro    | Cristian Rosso Rodrigo Murillo                                                                                | Remo                                        | Doble par de remos cortos             | 8 de agosto  |
| Medalla de oro    | Iván Carino Agustín Díaz Francisco Esteras Axel Haack                                                         | Remo                                        | Cuatro remos                          | 8 de agosto  |
| Medalla de oro    | Delfina Pignatiello                                                                                           | Natación                                    | 800 m libre                           | 8 de agosto  |
| Medalla de oro    | Brian Rosso Cristian Rosso Ariel Suárez Rodrigo Murillo                                                       | Remo                                        | Cuatro pares de remos cortos          | 9 de agosto  |
| Medalla de oro    | Bautista Saubidet Birkner                                                                                     | Vela                                        | RS:X                                  | 9 de agosto  |
| Medalla de oro    | Selección femenina de hockey sobre césped                                                                     | Hockey sobre césped                         | Femenino                              | 9 de agosto  |
| Medalla de oro    | Ariel Suárez Agustín Díaz Francisco Esteras Axel Haack Agustín Scenna Rodrigo Murillo Joel Romero Iván Carino | Remo                                        | Ocho remos con timonel                | 10 de agosto |
| Medalla de oro    | Javier Conte María Paula Salerno Ignacio Giammona                                                             | Vela                                        | Lightning mixto                       | 10 de agosto |
| Medalla de oro    | Iván Nikolajuk María Eugenia González Briozzo                                                                 | Tiro con arco                               | Arco compuesto equipo mixto           | 10 de agosto |
| Medalla de oro    | Pablo Fusto Alfredo Villegas                                                                                  | Pelota vasca                                | Pelota de cuero dobles                | 10 de agosto |
| Medalla de oro    | Maximiliano Richeze                                                                                           | Ciclismo                                    | Ruta                                  | 10 de agosto |
| Medalla de oro    | Cynthia Pinto María Lis García                                                                                | Pelota vasca                                | Trinquete pelota de goma dobles       | 10 de agosto |
| Medalla de oro    | Selección argentina de hockey sobre césped                                                                    | Hockey sobre césped                         | Masculino                             | 10 de agosto |
| Medalla de oro    | Sebastián Andreasen Santiago Andreasen                                                                        | Pelota vasca                                | Trinquete pelota de goma dobles       | 10 de agosto |
| Medalla de oro    | Delfina Pignatiello                                                                                           | Natación                                    | 1500 m libre                          | 10 de agosto |
| Medalla de oro    | Selección argentina de fútbol                                                                                 | Fútbol                                      | Masculino                             | 10 de agosto |
| Medalla de plata  | Giselle Soler                                                                                                 | Patinaje artístico                          | Programa libre                        | 27 de julio  |
| Medalla de plata  | Sofía Gómez Villafañe                                                                                         | Ciclismo                                    | Cross country                         | 28 de julio  |
| Medalla de plata  | Selección femenina de básquetbol 3x3                                                                          | Básquetbol 3x3                              | Femenino                              | 29 de julio  |
| Medalla de plata  | Magdalena Garro Brenda Rojas                                                                                  | Canotaje                                    | K2 500 m                              | 30 de julio  |
| Medalla de plata  | Ana Gallay Fernanda Pereyra                                                                                   | Vóley playa \|\| Femenino                   | 30 de julio                           |              |
| Medalla de plata  | Ulf Ditsch | Esquí acuático                              | Wakeboard                             | 30 de julio  |
| Medalla de plata  | Selección femenina de balonmano                                                                               | Balonmano                                   | Femenino                              | 30 de julio  |
| Medalla de plata  | Dayana Sánchez                                                                                                | Boxeo                                       | 57-60 kg                              | 2 de agosto  |
| Medalla de plata  | Guido Andreozzi Facundo Bagnis                                                                                | Tenis                                       | Dobles masculino                      | 3 de agosto  |
| Medalla de plata  | Cecilia Biagioli                                                                                              | Natación en aguas abiertas                  | 10 km                                 | 4 de agosto  |
| Medalla de plata  | Sebastián Rossi                                                                                               | Canotaje eslalon                            | Canoa (C1)                            | 4 de agosto  |
| Medalla de plata  | Lucas Rossi                                                                                                   | Canotaje eslalon                            | Kayak (K1)                            | 4 de agosto  |
| Medalla de plata  | Nadia Riquelme                                                                                                | Canotaje eslalon                            | Kayak (K1)                            | 4 de agosto  |
| Medalla de plata  | Leandro Usuna                                                                                                 | Surf                                        | Abierto                               | 4 de agosto  |
| Medalla de plata  | Guillermo Bértola                                                                                             | Natación en aguas abiertas                  | 10 km                                 | 4 de agosto  |
| Medalla de plata  | María Belén Pérez Maurice                                                                                     | Esgrima                                     | Sable individual                      | 6 de agosto  |
| Medalla de plata  | Julia Sebastián                                                                                               | Natación                                    | 100 m pecho                           | 6 de agosto  |
| Medalla de plata  | Gastón Alto Horacio Cifuentes                                                                                 | Tenis de mesa                               | Dobles masculino                      | 6 de agosto  |
| Medalla de plata  | María José Vargas                                                                                             | Raquetbol                                   | Singles                               | 7 de agosto  |
| Medalla de plata  | Pascual Di Tella                                                                                              | Esgrima                                     | Sable individual                      | 7 de agosto  |
| Medalla de plata  | José Domínguez Jesús Lugones Alessandro Taccani Santiago Lucchetti                                            | Esgrima                                     | Espada por equipo                     | 8 de agosto  |
| Medalla de plata  | Carlo Lauro Alejandro Colomino                                                                                | Remo                                        | Doble par de remos cortos peso ligero | 9 de agosto  |
| Medalla de plata  | Celia Tejerina                                                                                                | Vela                                        | RS:X                                  | 9 de agosto  |
| Medalla de plata  | José María Larocca                                                                                            | Equitación                                  | Salto individual                      | 9 de agosto  |
| Medalla de plata  | Yago Lange Klaus Lange                                                                                        | Vela                                        | 49er                                  | 9 de agosto  |
| Medalla de plata  | Mateo Majdalani Eugenia Bosco                                                                                 | Vela                                        | Nacra 17                              | 9 de agosto  |
| Medalla de plata  | Virginia Bardach                                                                                              | Natación                                    | 400 m combinado individual            | 9 de agosto  |
| Medalla de plata  | Selección femenina de fútbol                                                                                  | Fútbol                                      | Femenino                              | 9 de agosto  |
| Medalla de plata  | Milka Kraljev                                                                                                 | Remo                                        | Un par de remos cortos peso ligero    | 10 de agosto |
| Medalla de plata  | María José Vargas Natalia Méndez                                                                              | Raquetbol                                   | Equipos femenino                      | 10 de agosto |
| Medalla de plata  | Guillermo Osorio                                                                                              | Pelota vasca                                | Frontón peruano individual            | 10 de agosto |
| Medalla de plata  | Facundo Andreasen                                                                                             | Pelota vasca                                | Pelota de goma individual             | 10 de agosto |
| Medalla de plata  | Gastón Alto Horacio Cifuentes Pablo Tabachnik                                                                 | Tenis de mesa                               | Equipos masculino                     | 10 de agosto |
| Medalla de plata  | José Torres                                                                                                   | Ciclismo                                    | BMX estilo libre masculino            | 11 de agosto |
| Medalla de bronce | Roberto Pezzota                                                                                               | Squash \|\| Individual masculino            | 27 de julio                           |              |
| Medalla de bronce | Luciano Taccone                                                                                               | Triatlón \|\| Individual masculino          | 27 de julio                           |              |
| Medalla de bronce | Sabrina Ameghino Magdalena Garro Micaela Maslein Brenda Rojas                                                 | Canotaje                                    | K4 500 m                              | 28 de julio  |
| Medalla de bronce | Sergio Alí Villamayor                                                                                         | Pentatlón moderno \|\| Individual masculino | 28 de julio                           |              |
| Medalla de bronce | Sergio Alí Villamayor Emmanuel Zapata                                                                         | Pentatlón moderno \|\| Por equipo masculino | 29 de julio                           |              |
| Medalla de bronce | Rubén Rézola                                                                                                  | Canotaje \|\| K1 200 m                      | 30 de julio                           |              |
| Medalla de bronce | Julián Azaad Nicolás Capogrosso                                                                               | Vóley playa \|\| Masculino                  | 30 de julio                           |              |
| Medalla de bronce | Ramón Quiroga                                                                                                 | Boxeo \|\| 52 kg                            | 30 de julio                           |              |
| Medalla de bronce | Federico Molinari                                                                                             | Gimnasia artística \|\| Anillas             | 30 de julio                           |              |
| Medalla de bronce | Tobías Giorgis                                                                                                | Esquí acuático \|\| Overall                 | 30 de julio                           |              |
| Medalla de bronce | Fernanda Russo                                                                                                | Tiro \|\| Rifle de aire 10 m                | 1 de agosto                           |              |
| Medalla de bronce | Julián Gutiérrez                                                                                              | Tiro \|\| Rifle de aire 10 m                | 2 de agosto                           |              |
| Medalla de bronce | Ornella Pellizzari                                                                                            | Surf                                        | Abierto                               | 4 de agosto  |
| Medalla de bronce | Guido Andreozzi                                                                                               | Tenis \|\| Single masculino                 | 4 de agosto                           |              |
| Medalla de bronce | Leandro Bottasso                                                                                              | Ciclismo \|\| Keirin                        | 4 de agosto                           |              |
| Medalla de bronce | Natalia Méndez                                                                                                | Raquetbol \|\| Individual                   | 6 de agosto                           |              |
| Medalla de bronce | María José Vargas Natalia Méndez                                                                              | Raquetbol \|\| Dobles                       | 6 de agosto                           |              |
| Medalla de bronce | Isabel Di Tella                                                                                               | Esgrima \|\| Espada individual              | 7 de agosto                           |              |
| Medalla de bronce | Oriana Ruiz Milka Kraljev                                                                                     | Remo \|\|Doble par de remos cortos          | 8 de agosto                           |              |
| Medalla de bronce | Julia Sebastián                                                                                               | Natación \|\|200 m pecho                    | 8 de agosto                           |              |
| Medalla de bronce | Julia Sebastián Andrea Berrino Santiago Grassi Federico Grabich                                               | Natación \|\|4x100 medley mixta             | 8 de agosto                           |              |
| Medalla de bronce | Agustín Díaz Axel Haack                                                                                       | Remo                                        | Dos remos largos sin timonel          | 9 de agosto  |
| Medalla de bronce | Jorge Alberdi Guillermo Osorio                                                                                | Pelota vasca                                | Frontenis dobles                      | 9 de agosto  |
| Medalla de bronce | Melina Spahn                                                                                                  | Pelota vasca                                | Frontón peruano individual            | 9 de agosto  |
| Medalla de bronce | Federico Villegas                                                                                             | Ciclismo                                    | BMX                                   | 9 de agosto  |
| Medalla de bronce | Lucía Falasca                                                                                                 | Vela                                        | Láser radial                          | 9 de agosto  |
| Medalla de bronce | Melina Spahn Sabrina Andrade                                                                                  | Pelota vasca                                | Pelota de goma dobles                 | 9 de agosto  |
| Medalla de bronce | Martín Juiz Luca Impagnatiello Sebastián González                                                             | Karate                                      | Kata por equipos                      | 9 de agosto  |
| Medalla de bronce | Brian Rosso                                                                                                   | Remo                                        | Un par de remos cortos                | 10 de agosto |
| Medalla de bronce | Victoria Travascio María Sol Branz                                                                            | Vela                                        | 49er FX                               | 10 de agosto |
| Medalla de bronce | Belén Cassetta                                                                                                | Atletismo                                   | 3000 m con obstáculos                 | 10 de agosto |
| Medalla de bronce | Federico Grabich Gabriel Morelli Santiago Grassi Agustín Hernández                                            | Natación                                    | 4x100 m relevos medley                | 10 de agosto |
| Medalla de bronce | Selección femenina de vóley                                                                                   | Vóley                                       | Femenino                              | 11 de agosto |
| Medalla de bronce | Agustina Roth                                                                                                 | Ciclismo                                    | BMX estilo libre femenino             | 11 de agosto |

## Atletismo

### Masculino
Eventos de pista
| Evento               | Atletas        | Preliminar | Preliminar | Semifinal  | Semifinal | Final    | Final    |
| Evento               | Atletas        | Tiempo     | Posición   | Tiempo     | Posición  | Tiempo   | Posición |
| -------------------- | -------------- | ---------- | ---------- | ---------- | --------- | -------- | -------- |
| Diego Lacamoire      | 1500 m         | n/a        | n/a        | n/a        | n/a       | 3:45.36  | 9        |
| Federico Bruno       | 1500 m         | n/a        | n/a        | n/a        | n/a       | 3:43.17  | 5        |
| Federico Bruno       | 5000 m         | n/a        | n/a        | n/a        | n/a       | 13:55.75 | 4        |
| Guillermo Ruggeri    | 400 con vallas | n/a        | n/a        | 49:97.00 Q | 3         | 49:55    | 5        |
| Juan Manuel Cano     | 20 km marcha   | n/a        | n/a        | n/a        | n/a       | 1:26.42  | 10       |
| Mariano Mastromarino | Maratón        | n/a        | n/a        | n/a        | n/a       | 2:20:15  | 13       |
| Miguel Barzola       | Maratón        | n/a        | n/a        | n/a        | n/a       | 2:17:18  | 9        |

Eventos de campo
| Evento              | Atletas            | Clasificación | Clasificación | Final     | Final    |
| Evento              | Atletas            | Resultado     | Posición      | Resultado | Posición |
| ------------------- | ------------------ | ------------- | ------------- | --------- | -------- |
| Germán Chiaraviglio | Salto con garrocha |               |               | 5.51      | 5        |
| Joaquín Gómez       | Martillo           |               |               | 73.92     | 5        |
| Carlos Layoy        | Salto en alto      |               |               | 2:10      | 11       |
| Maximiliano Díaz    | Salto triple       |               |               | 15.97     | 10       |

### Femenino
Eventos de pista
| Evento                                                                           | Atletas             | Clasificación | Clasificación | Final     | Final             |
| Evento                                                                           | Atletas             | Resultado     | Posición      | Resultado | Posición          |
| -------------------------------------------------------------------------------- | ------------------- | ------------- | ------------- | --------- | ----------------- |
| Fiorella Chiappe Madsen                                                          | 400 con vallas      | 1:01:42       | 8             | Eliminada | Eliminada         |
| Florencia Borelli                                                                | 1500 m              |               |               | 4:22.50   | 10                |
| Mariana Borelli                                                                  | 1500 m              |               |               | 4:22:50   | 10                |
| Florencia Borelli                                                                | 5000 m              |               |               | 16:07:75  | 9                 |
| Fedra Aldana Luna                                                                | 5000 m              |               |               | 16:14:51  | 10                |
| Belén Casetta                                                                    | 3000 con obstáculos |               |               | 9:44.46   | Medalla de bronce |
| María Victoria Woodward                                                          | 100 metros          | 12:01.00      | 6             | Eliminada | Eliminada         |
| Noelia Martínez                                                                  | 400 metros          | 53:96.00      | 7             | eliminada | eliminada         |
| Valeria Barón María Victoria Woodward Fiorella Chiappe Madsen María Ayelén Diogo | posta 4x400         |               |               | 3:41.39   | 8                 |
| María Luján Urrutia                                                              | Maratón             |               |               | 2:50:09   | 13                |

Eventos de campo
| Evento            | Atletas                 | Clasificación | Clasificación | Final     | Final    |
| Evento            | Atletas                 | Resultado     | Posición      | Resultado | Posición |
| ----------------- | ----------------------- | ------------- | ------------- | --------- | -------- |
| Jennifer Dahlgren | Lanzamiento de martillo |               |               | 63.22     | 10       |
| Ailén Armada      | Lanzamiento de disco    |               |               | 51:30     | 11       |

## Bádminton
| Nicolás Oliva             | Individual masculino | Osleni Guerrero P 8-21 6-21                 |  |  |  |  |  |  |  |
| Iona Gualdi               | Individual femenino  | Taymara Oropesa P 5-21 12-21                |  |  |  |  |  |  |  |
| Nicolás Oliva Iona Gualdi | Dobles mixto         | Diego Mini Danica Dishimura P 16-21 , 11-21 |  |  |  |  |  |  |  |

## Básquetbol

### Torneo masculino
| - Facundo Campazzo - Luca Vildoza - Lucio Redivo - Nicolás Laprovittola | - Nicolás Brussino - Máximo Fjellerup - Gabriel Deck - Luis Scola | - Facundo Piñero - Agustín Caffaro - Marcos Delía - Tayavek Gallizzi - Francisco Caffaro |

| Equipo                     | Pts | J | V | D | PF  | PC  | Dif |
| -------------------------- | --- | - | - | - | --- | --- | --- |
| Argentina (ARG)            | 5   | 3 | 2 | 1 | 268 | 234 | 34  |
| República Dominicana (DOM) | 5   | 3 | 2 | 1 | 245 | 220 | 25  |
| Uruguay (URU)              | 4   | 3 | 1 | 2 | 194 | 246 | -52 |
| México (MEX)               | 4   | 3 | 1 | 2 | 194 | 201 | -7  |

| 31 de julio | Argentina                                                 | 102–65                               | Uruguay                                                              |                                       |  |
| 20:00       | Parciales: 27–2, 24–15, 22–27, 29-21                      | Parciales: 27–2, 24–15, 22–27, 29-21 | Parciales: 27–2, 24–15, 22–27, 29-21                                 |                                       |  |
|             | Estadísticas Gabriel Deck(23) Luis Scola(8) Luis Scola(4) | Reporte Pts Reb Asts                 | Estadísticas Luciano Parodi(11) Joaquín Rodríguez(3) Martin Rojas(2) | Pabellón: Coliseo Eduardo Dibos, Lima |  |

| 1 de agosto | Argentina                                                            | 102–97                                | República Dominicana                                              |                                       |  |
| 15:30       | Parciales: 21–18, 22–19, 23–18, 21–32                                | Parciales: 21–18, 22–19, 23–18, 21–32 | Parciales: 21–18, 22–19, 23–18, 21–32                             |                                       |  |
|             | Estadísticas Gabriel Deck (24) Gabriel Deck (6) Facundo Campazzo (7) | Reporte Pts Reb Asts                  | Estadísticas Adris de León (21) Luis Montero (8) Luis Montero (3) | Pabellón: Coliseo Eduardo Dibos, Lima |  |

| 2 de agosto | Argentina                                                                | 64–72                                | México                                                                                                |                                       |  |
| 15:30       | Parciales: 20–10, 16–17, 20–24, 9–21                                     | Parciales: 20–10, 16–17, 20–24, 9–21 | Parciales: 20–10, 16–17, 20–24, 9–21                                                                  |                                       |  |
|             | Estadísticas Gabriel Deck (13) Máximo Fjellerup (7) Nicolás Brussino (3) | Pts Reb Asts                         | Estadísticas José Estrada (18) Jonatan Machado (6) Uriel Velis, José Estrada, Jonatan Machado (2) c/u | Pabellón: Coliseo Eduardo Dibos, Lima |  |

Semifinal
| 29 de octubre | Argentina                                                                | 114–75                                | Estados Unidos                                                         |                                      |  |
| 10:30         | Parciales: 29–18, 32–18, 30–20, 23–19                                    | Parciales: 29–18, 32–18, 30–20, 23–19 | Parciales: 29–18, 32–18, 30–20, 23–19                                  |                                      |  |
|               | Estadísticas Gabriel Deck (24) Nicolás Brussino (8) Facundo Campazzo (5) | Pts Reb Asts                          | Estadísticas David Duke Jr. (16) Andre Reeves (6) Collin Gillespie (5) | Pabellón: Domo del CODE, Guadalajara |  |

Finales
| 29 de octubre | Argentina                                                         | 84–66                                 | Puerto Rico                                                        |                                      |  |
| 10:30         | Parciales: 27–18, 13–12, 20–20, 24–16                             | Parciales: 27–18, 13–12, 20–20, 24–16 | Parciales: 27–18, 13–12, 20–20, 24–16                              |                                      |  |
|               | Estadísticas Luis Scola (28) Luis Scola (9) Facundo Campazzo (12) | Pts Reb Asts                          | Estadísticas Devon Collier (19) Devon Collier (12) Joseph Soto (3) | Pabellón: Domo del CODE, Guadalajara |  |

- Posición final:

### Torneo femenino
| - Macarena Rosset - Ornella Santana - Macarena Durso | - Luciana De La Barba - Andrea Boquete - Celia Fiorotto - Agostina Burani | - Melisa Gretter - Julieta Ale - Debora González - Agustina García | - Natacha Pérez - Julieta Armesto - Agustina Leiva - Julieta Mungo | - Sofía Aispurúa - Diana Cabrera - Mara Marchizotti |

| Equipo                                     | Pts | J | V | D | PF | PC | Dif |
| ------------------------------------------ | --- | - | - | - | -- | -- | --- |
| Argentina (ARG)                            | 0   | 0 | 0 | 0 | 0  | 0  | 0   |
| Estados Unidos (USA)                       | 0   | 0 | 0 | 0 | 0  | 0  | 0   |
| Colombia (COL)                             | 0   | 0 | 0 | 0 | 0  | 0  | 0   |
| Islas Vírgenes de los Estados Unidos (ISV) | 0   | 0 | 0 | 0 | 0  | 0  | 0   |

| 6 de agosto | Argentina             | vs.                   | Estados Unidos        |                                       |
| 23:00       | Parciales: –, –, –, - | Parciales: –, –, –, - | Parciales: –, –, –, - |                                       |
|             |                       |                       |                       | Pabellón: Coliseo Eduardo Dibos, Lima |

| 7 de agosto | Argentina             | vs.                   | Colombia              |                                       |
| 15:30       | Parciales: –, –, –, – | Parciales: –, –, –, – | Parciales: –, –, –, – |                                       |
|             |                       |                       |                       | Pabellón: Coliseo Eduardo Dibos, Lima |

| 8 de agosto | Argentina             | vs.                   | Islas Vírgenes Estadounidenses |                                       |
| 12:30       | Parciales: –, –, –, – | Parciales: –, –, –, – | Parciales: –, –, –, –          |                                       |
|             |                       |                       |                                | Pabellón: Coliseo Eduardo Dibos, Lima |

## Básquetbol 3x3

### Torneo masculino
| - Nicolás Romano - Fausto Ruesga - Fernando Zurbriggen - Luciano Massarelli |

| Equipo                     | Pts | J | V | D | PF  | PC  | Dif |
| -------------------------- | --- | - | - | - | --- | --- | --- |
| Puerto Rico (PUR)          | 10  | 5 | 5 | 0 | 104 | 70  | +34 |
| Brasil (BRA)               | 8   | 5 | 3 | 2 | 98  | 88  | +10 |
| Estados Unidos (USA)       | 7   | 5 | 2 | 3 | 99  | 87  | +12 |
| República Dominicana (DOM) | 7   | 5 | 2 | 3 | 81  | 98  | -17 |
| Venezuela (VEN)            | 7   | 5 | 2 | 3 | 85  | 104 | -19 |
| Argentina (ARG)            | 6   | 5 | 1 | 4 | 83  | 101 | -18 |

| 31 de julio | Argentina                       | 12–21       | Puerto Rico                   |                                       |  |
| 20:00       |                                 |             |                               |                                       |  |
|             | Estadísticas Nicolás Romano (8) | Reporte Pts | Estadísticas Matías Ángel(10) | Pabellón: Coliseo Eduardo Dibos, Lima |  |

| 27 de julio | Argentina                       | 20–21       | Venezuela                         |                                       |  |
| 19:00       |                                 |             |                                   |                                       |  |
|             | Estadísticas Nicolás Romano (6) | Reporte Pts | Estadísticas Michael Carrera (12) | Pabellón: Coliseo Eduardo Dibos, Lima |  |

| 28 de julio | Argentina                           | 16–21       | República Dominicana           |                                       |  |
| 15:30       |                                     |             |                                |                                       |  |
|             | Estadísticas Luciano Massarelli (8) | Reporte Pts | Estadísticas Adonis Nuñez (11) | Pabellón: Coliseo Eduardo Dibos, Lima |  |

| 28 de julio | Argentina                        | 22–20       | Estados Unidos                    |                                       |  |
| 18:00       |                                  |             |                                   |                                       |  |
|             | Estadísticas Nicolás Romano (10) | Reporte Pts | Estadísticas Dominique Jones (12) | Pabellón: Coliseo Eduardo Dibos, Lima |  |

| 28 de julio | Argentina                      | 13–18       | Brasil                              |                                       |  |
| 21:00       |                                |             |                                     |                                       |  |
|             | Estadísticas Fausto Ruesga (6) | Reporte Pts | Estadísticas William Weihermann (9) | Pabellón: Coliseo Eduardo Dibos, Lima |  |

5 Puesto
| 29 de julio | Argentina                       | 16–21       | Venezuela                         |                                       |  |
| 11:30       |                                 |             |                                   |                                       |  |
|             | Estadísticas Nicolás Romano (6) | Reporte Pts | Estadísticas Michael Carrera (11) | Pabellón: Coliseo Eduardo Dibos, Lima |  |

### Torneo femenino
| - Victoria Llorente - Andrea Boquete - Melisa Gretter - Natacha Pérez |

| Equipo                     | Pts | J | V | D | PF | PC | Dif |
| -------------------------- | --- | - | - | - | -- | -- | --- |
| Argentina (ARG)            | 0   | 0 | 0 | 0 | 0  | 0  | 0   |
| Estados Unidos (USA)       | 0   | 0 | 0 | 0 | 0  | 0  | 0   |
| República Dominicana (DOM) | 0   | 0 | 0 | 0 | 0  | 0  | 0   |
| Uruguay (URU)              | 0   | 0 | 0 | 0 | 0  | 0  | 0   |
| Brasil (BRA)               | 0   | 0 | 0 | 0 | 0  | 0  | 0   |
| Venezuela (VEN)            | 0   | 0 | 0 | 0 | 0  | 0  | 0   |

| 27 de julio | Argentina                          | 15–21                 | Estados Unidos                                                   |                                       |  |
| 15:30       | Parciales: –, –, –, -              | Parciales: –, –, –, - | Parciales: –, –, –, -                                            |                                       |  |
|             | Estadísticas Victoria Llorente (8) | Reporte Pts           | Estadísticas Sabrina Ionescu y Ruth Hebard con 9 puntos cada una | Pabellón: Coliseo Eduardo Dibos, Lima |  |

| 27 de julio | Argentina                       | 12–10                 | República Dominicana            |                                       |  |
| 17:30       | Parciales: –, –, –, –           | Parciales: –, –, –, – | Parciales: –, –, –, –           |                                       |  |
|             | Estadísticas Andrea Boquete (8) | Reporte Pts           | Estadísticas Sugeiry Monsac (5) | Pabellón: Coliseo Eduardo Dibos, Lima |  |

| 27 de julio | Argentina                           | 19–13                 | Uruguay                        |                                       |  |
| 00:54       | Parciales: –, –, –, –               | Parciales: –, –, –, – | Parciales: –, –, –, –          |                                       |  |
|             | Estadísticas Victoria Llorente (10) | Reporte Pts           | Estadísticas Aldana Gayoso (8) | Pabellón: Coliseo Eduardo Dibos, Lima |  |

| 28 de julio | Argentina                                                                      | 16–13                 | Brasil                                          |                                       |  |
| 16:30       | Parciales: –, –, –, –                                                          | Parciales: –, –, –, – | Parciales: –, –, –, –                           |                                       |  |
|             | Estadísticas Victoria Llorente Andrea Boquete Melisa Gretter Natacha Pérez (4) | Reporte Pts           | Estadísticas Carla Silva Aldecinete Mineiro (4) | Pabellón: Coliseo Eduardo Dibos, Lima |  |

| 28 de julio | Argentina                       | 14–11                 | Venezuela                       |                                       |  |
| 19:30       | Parciales: –, –, –, –           | Parciales: –, –, –, – | Parciales: –, –, –, –           |                                       |  |
|             | Estadísticas Andrea Boquete (8) | Reporte Pts           | Estadísticas Daniela Wallen (8) | Pabellón: Coliseo Eduardo Dibos, Lima |  |

Semifinales
| 29 de julio | Argentina                       | 21–8        | República Dominicana              |                                       |  |
| 9:30        |                                 |             |                                   |                                       |  |
|             | Estadísticas Melisa Gretter (8) | Reporte Pts | Estadísticas Giocelis Reynoso (4) | Pabellón: Coliseo Eduardo Dibos, Lima |  |

Final
| 29 de julio | Argentina                      | 17–21       | Estados Unidos                                   |                                       |  |
| 13:00       |                                |             |                                                  |                                       |  |
|             | Estadísticas Natacha Pérez (7) | Reporte Pts | Estadísticas Sabrina Ionescu (7) Ruth Hebard (7) | Pabellón: Coliseo Eduardo Dibos, Lima |  |

- Posición final:

## Balonmano

### Torneo masculino
| Equipo | Evento           | Fase de grupos         | Fase de grupos  | Fase de grupos  | Semifinales      | Final                           |
| Equipo | Evento           | Partido 1              | Partido 2       | Partido 3       | Semifinales      | Final                           |
| Equipo | Evento           | Rival Resultado        | Rival Resultado | Rival Resultado | Rival Resultado  | Rival Resultado                 |
| --- | ---------------- | ---------------------- | --------------- | --------------- | ---------------- | ------------------------------- |
| - Gonzalo Carou - Federico Fernández - Matías Schulz - Nicolás Bonanno - Guillermo Fischer - Pablo Vainstein - Federico Pizarro - Santiago Baronetto - Ignacio Pizarro - Lucas Moscariello - Pablo Simonet - Diego Simonet - Sebastián Simonet - Leonel Maciel | Torneo masculino | Estados Unidos G 38-25 | Chile · G 31-29 | Cuba · G 23-21  | México · G 34-14 | Chile · G 31-27 Posición final: |

### Torneo femenino
| Equipo | Evento          | Fase de grupos           | Fase de grupos  | Fase de grupos                   | Semifinales     | Final                              |
| Equipo | Evento          | Partido 1                | Partido 2       | Partido 3                        | Semifinales     | Final                              |
| Equipo | Evento          | Rival Resultado          | Rival Resultado | Rival Resultado                  | Rival Resultado | Rival Resultado                    |
| --- | --------------- | ------------------------ | --------------- | -------------------------------- | --------------- | ---------------------------------- |
| - Marisol Carratú - Leila Niño - Elke Karsten - Victoria Crivelli - Micaela Casasola - Manuela Pizzo - Luciana Mendoza - Macarena Gandulfo - Macarena Sans - Malena Cavo - Camila Bonazzola - Rosario Urban - Rocío Campigli - Antonela Mena | Torneo femenino | Estados Unidos G 26 - 15 | Perú · G 52 - 7 | República Dominicana · G 27 - 17 | Cuba · G 31- 21 | Brasil · P 21 - 30 Posición final: |

## Béisbol
Equipo
| - Agustín Borrino - Rodrigo Bruera - Ezequiel Cufre - Diego Echeverría - Miguel García - Guido Monis | - Lucas Ramón - Federico Robles - Agustín Tanco - Federico Tanco - Juan Angrisano - Lucas Nakandakare | - José Gerez - Jacinto Cipriota - Mauricio Costa - Federico Gómez - Nicolás Solari - Exequiel Talevi | - Lucas Ramón - Agustín Tissera - Nicolás Arrube - Sebastián García - Lucas Montalbetti - Mauro Schiavoni - Eduardo Zurbriggen |

Resultados y tabla
| Rival 1   | Puntaje | Rival 2  | Resultado |
| --------- | ------- | -------- | --------- |
| Argentina | 0-10    | Cuba     | Derrota   |
| Argentina | 0-10    | Canadá   | Derrota   |
| Argentina | 2-4     | Colombia | Derrota   |
| Argentina | 20-1    | Perú     | Victoria  |

Posición final: 7

## Bolos
| Atleta                | Evento    | Calificación   | Calificación   | Calificación   | Calificación   | Calificación   | Calificación   | Calificación    | Calificación    | Calificación    | Calificación    | Calificación    | Calificación    | Calificación | Calificación | Calificación | Ronda de 16                 | cuartos de finales          | Semifinales                 | Final                       | Final |
| Atleta                | Evento    | Bloque 1 (1–6) | Bloque 1 (1–6) | Bloque 1 (1–6) | Bloque 1 (1–6) | Bloque 1 (1–6) | Bloque 1 (1–6) | Bloque 2 (7–12) | Bloque 2 (7–12) | Bloque 2 (7–12) | Bloque 2 (7–12) | Bloque 2 (7–12) | Bloque 2 (7–12) | Total        | Puntuación   | Posición     | Ronda de 16                 | cuartos de finales          | Semifinales                 | Final                       | Final |
| Atleta                | Evento    | 1              | 2              | 3              | 4              | 5              | 6              | 7               | 8               | 9               | 10              | 11              | 12              | Total        | Puntuación   | Posición     | puntuación del contrincante | puntuación del contrincante | puntuación del contrincante | puntuación del contrincante | Rank  |
| --------------------- | --------- | -------------- | -------------- | -------------- | -------------- | -------------- | -------------- | --------------- | --------------- | --------------- | --------------- | --------------- | --------------- | ------------ | ------------ | ------------ | --------------------------- | --------------------------- | --------------------------- | --------------------------- | ----- |
| Lucas Legnani         | Masculino | 177            | 157            | 151            | 212            | 256            | 232            |                 |                 |                 |                 |                 |                 |              |              | °            |                             |                             |                             |                             |       |
| Jonathan Hocsma       | Masculino | 180            | 215            | 258            | 286            | 244            | 248            |                 |                 |                 |                 |                 |                 |              |              | °            |                             |                             |                             |                             |       |
| Gabriela Lanzavecchia | Femenino  | 133            | 162            | 166            | 148            | 171            | 185            | 965             | 160.8           |                 |                 |                 |                 |              |              | °            |                             |                             |                             |                             |       |
| Vanesa Rinke          | Femenino  | 191            | 200            | 217            | 148            | 219            | 204            | 1179            | 196.5           |                 |                 |                 |                 |              |              | °            |                             |                             |                             |                             |       |

Parejas
| Atleta                             | Evento    | Bloque 1 (1–6) | Bloque 1 (1–6) | Bloque 1 (1–6) | Bloque 1 (1–6) | Bloque 1 (1–6) | Bloque 1 (1–6) | Bloque 1 (1–6) | Bloque 1 (1–6) | Bloque 2 (7–12) | Bloque 2 (7–12) | Bloque 2 (7–12) | Bloque 2 (7–12) | Bloque 2 (7–12) | Bloque 2 (7–12) | Bloque 2 (7–12) | Bloque 2 (7–12) | Total | Final |
| Atleta                             | Evento    | 1              | 2              | 3              | 4              | 5              | 6              | Total          | Average        | 7               | 8               | 9               | 10              | 11              | 12              | Total           | Average         | Total | Final |
| ---------------------------------- | --------- | -------------- | -------------- | -------------- | -------------- | -------------- | -------------- | -------------- | -------------- | --------------- | --------------- | --------------- | --------------- | --------------- | --------------- | --------------- | --------------- | ----- | ----- |
| Lucas Legnani Jonathan Hocsma      | Masculino |                |                |                |                |                |                |                |                |                 |                 |                 |                 |                 |                 |                 |                 |       | '     |
| Lucas Legnani Jonathan Hocsma      | Masculino |                |                |                |                |                |                |                |                |                 |                 |                 |                 |                 |                 |                 |                 |       | '     |
| Gabriela Lanzavecchia Vanesa Rinke | Femenino  |                |                |                |                |                |                |                |                |                 |                 |                 |                 |                 |                 |                 |                 |       | '     |
| Gabriela Lanzavecchia Vanesa Rinke | Femenino  |                |                |                |                |                |                |                |                |                 |                 |                 |                 |                 |                 |                 |                 |       | '     |

## Boxeo

### Masculino
| Ramón Quiroga   | -52 kg masculino | Miguel Capilla G 30-27            | Rodrigo Marte · P 27-30 Posición final: |  |  |  |  |  |  |  |
| Francisco Verón | -75 kg masculino | Hebert William Carvalho P 28 - 29 |                                         |  |  |  |  |  |  |  |

### Femenino
| Atletas         | Evento          | Cuartos de final          | Semifinales                | Final                                        |
| Atletas         | Evento          | Rival Resultado           | Rival Resultado            | Rival Resultado                              |
| --------------- | --------------- | ------------------------- | -------------------------- | -------------------------------------------- |
| Leonela Sánchez | -57 kg femenino | Fiorela Goicochea G 30-28 | Yeni Marcela Arias G 30-28 | Jusielen Cerqueira · G 30-27 Posición final: |
| Dayana Sánchez  | -60 kg femenino | Irene Fiolek G 30-27      | Esmeralda Falcon G 30-27   | Beatriz Soares · P 27-30 Posición final:     |

## Canotaje

### Eslalon
Masculino
| Atleta(s)       | Evento        | Preliminar | Preliminar | Preliminar | Preliminar | Preliminar  | Preliminar | Semifinal | Semifinal | Final  | Final            |
| Atleta(s)       | Evento        | Carrera 1  | Posición   | Carrera 2  | Posición   | Mejor marca | Posición   | Tiempo    | Posición  | Tiempo | Posición         |
| --------------- | ------------- | ---------- | ---------- | ---------- | ---------- | ----------- | ---------- | --------- | --------- | ------ | ---------------- |
| Sebastián Rossi | Masculino C-1 | 83s90      | 2nd        | 84s35      | 2°         | 84s35       | 2°         | 91s74     | 1°        | 83s90  | Medalla de plata |
| Lucas Rossi     | Masculino K-1 | 83s43      | 3°         | 86s13      | 3°         | 86s13       | 3°         | 91s83     | 2°        | 86s23  | Medalla de plata |
| Nadia Riquelme  | Femenino K-1  | 99s94      | 3°         | 101s86     | 3°         | 99s94       | 3°         | 115s05    | 4°        | 103s70 | Medalla de plata |
| Carolina Rossi  | Femenino C-1  | 107s65     | 4°         | 101s01     | 4°         | 101s65      | 4°         | 113s86    | 5°        | 118s86 | 5°               |

### Velocidad
| Atletas                                                                  | Evento     | Preliminar | Preliminar | Semifinales | Semifinales | Final    | Final             |
| Atletas                                                                  | Evento     | Tiempo     | Posición   | Tiempo      | Posición    | Tiempo   | Posición          |
| ------------------------------------------------------------------------ | ---------- | ---------- | ---------- | ----------- | ----------- | -------- | ----------------- |
| Rubén Rézola                                                             | K-1 200 m  | 35.144     | '1°'       |             |             | 35.998   | Medalla de bronce |
| Agustín Vernice                                                          | K-1 1000 m | 1:42:584   | '1°'       |             |             | 3:31.955 | Medalla de oro    |
| Agustín Vernice Manuel Lascano                                           | K-2 1000 m | 3:20.426   | '1°'       |             |             | 3:16.641 | Medalla de oro    |
| Luciano Méndez                                                           | C-1 1000 m | 4:10.985   | '3°        | 4:10.985    | 1°          | 4:11.114 | 6°                |
| Manuel Lascano Juan Ignacio Cáceres Ezequiel Di Giácomo Gonzalo Carreras | K-4 500 m  |            |            |             |             | 1:22.106 | Medalla de oro    |

Femenino
| Atleta                                                              | Evento    | Preliminar | Preliminar | Semifinal | Semifinal | Final    | Final             |
| Atleta                                                              | Evento    | Tiempo     | Posición   | Tiempo    | Posición  | Tiempo   | Posición          |
| ------------------------------------------------------------------- | --------- | ---------- | ---------- | --------- | --------- | -------- | ----------------- |
| Sabrina Ameghino                                                    | K-1 200 m | 40:751     | 2°         |           |           | 42:797   | Medalla de oro    |
| María Paulina Contini                                               | K-1 500 m | 2:01.413   | 3°         | 2:01.413  | 2°        | 2:01.947 | 6°                |
| María Magdalena Garro Brenda Rojas                                  | K-2 500 m | 1:46.644   | 1°         |           |           | 1:46.932 | Medalla de plata  |
| Sabrina Ameghino María Magdalena Garro Brenda Rojas Micaela Maslein | k-4 500 m |            |            |           |           | 1:35.606 | Medalla de bronce |

## Ciclismo

### Ciclismo de montaña

#### Masculino
| Atletas             | Evento                  | Tiempo  | Posición |
| ------------------- | ----------------------- | ------- | -------- |
| Jorge Álvaro Macías | Cross country masculino | 1:30:49 | 6°       |
| Catriel Soto        | Cross country masculino | 1:35:40 | 15°      |

#### Femenino
| Atletas               | Evento                 | Tiempo  | Posición         |
| --------------------- | ---------------------- | ------- | ---------------- |
| Sofía Gómez Villafañe | Cross country femenino | 1:31:06 | Medalla de plata |
| Agustina Apaza        | Cross country femenino | 1:33:56 | 5°               |

### BMX
| Atleta            | Evento    | Cabeza de serie | Cabeza de serie | Cuartos de final | Cuartos de final | Cuartos de final | Cuartos de final | Cuartos de final | Cuartos de final | Cuartos de final | Semifinal | Semifinal | Final  | Final    |
| Atleta            | Evento    | Cabeza de serie | Cabeza de serie | Carrera 1        | Carrera 1        | Carrera 2        | Carrera 2        | Carrera 3        | Carrera 3        | Calificación     | Semifinal | Semifinal | Final  | Final    |
| Atleta            | Evento    | Tiempo          | Puntuación      | Tiempo           | Puntuación       | Tiempo           | Puntuación       | Tiempo           | Puntuación       | Puntuación       | Tiempo    | Posición  | Tiempo | Posición |
| ----------------- | --------- | --------------- | --------------- | ---------------- | ---------------- | ---------------- | ---------------- | ---------------- | ---------------- | ---------------- | --------- | --------- | ------ | -------- |
| Federico Villegas | Masculino |                 | '               |                  |                  |                  |                  |                  |                  | '                |           |           |        |          |
| Gonzalo Molina    | Masculino |                 | '               |                  |                  |                  |                  |                  |                  | '                |           | '         |        | °        |

Mujeres
| Atleta       | Evento | Cabeza de serie | Cabeza de serie | Semifinal | Semifinal  | Semifinal | Semifinal  | Semifinal | Semifinal  | Semifinal    | Final  | Final    |
| Atleta       | Evento | Cabeza de serie | Cabeza de serie | Carrera 1 | Carrera 1  | Carrera 2 | Carrera 2  | Carrera 3 | Carrera 3  | Calificación | Final  | Final    |
| Atleta       | Evento | Tiempo          | Puntuación      | Tiempo    | Puntuación | Time      | Puntuación | Tiempo    | Puntuación | Puntuación   | Tiempo | Posición |
| ------------ | ------ | --------------- | --------------- | --------- | ---------- | --------- | ---------- | --------- | ---------- | ------------ | ------ | -------- |
| Mariana Díaz |        | °               |                 |           |            |           |            |           | '          |              |        |          |

### Ciclismo de Pista
Keirin
| Atleta           | Evento | 1 ronda  | Final    |
| Atleta           | Evento | Posición | Posición |
| ---------------- | ------ | -------- | -------- |
| Leandro Bottasso |        | °        | °        |

Pista
| Leandro Bottasso | Masculino |  | ° |  |  |

Omnium
| Atleta      | Evento    | Scratch race | Persecución Individual | Persecución Individual | Eliminación | Tiempo | Tiempo     | Flying lap | Flying lap | Puntuación total | Puntuación total | Puntuación total | Posición |
| Atleta      | Evento    | Puntuación   | Tiempo                 | Puntuación             | Puntuación  | Tiempo | Puntuación | Puntuación | Puntuación | Puntuación       | Posición         | Puntuación total | Posición |
| ----------- | --------- | ------------ | ---------------------- | ---------------------- | ----------- | ------ | ---------- | ---------- | ---------- | ---------------- | ---------------- | ---------------- | -------- |
| Tomás Conte | Masculino | 32           |                        |                        | 30          |        |            |            |            |                  |                  | 87               | 8°       |

Madison
| Maximiliano Richeze | Masculino |  | ° |  |  |

| Atleta              | Evento    | Scratch race | Persecución Individual | Persecución Individual | Eliminación | Tiempo | Tiempo     | Flying lap | Flying lap | Puntuación total | Puntuación total | Puntuación total | Posición |
| Atleta              | Evento    | Puntuación   | Tiempo                 | Puntuación             | Puntuación  | Tiempo | Puntuación | Puntuación | Puntuación | Puntuación       | Posición         | Puntuación total | Posición |
| ------------------- | --------- | ------------ | ---------------------- | ---------------------- | ----------- | ------ | ---------- | ---------- | ---------- | ---------------- | ---------------- | ---------------- | -------- |
| Maximiliano Richeze | Masculino |              |                        |                        |             |        |            |            |            |                  |                  |                  | °        |

| Tomás Conte | Masculino |  | ° |  |  |

| Atleta          | Evento   | Scratch race | Persecución Individual | Persecución Individual | Eliminación | Tiempo | Tiempo     | Flying lap | Flying lap | Puntuación total | Puntuación total | Puntuación total | Posición |
| Atleta          | Evento   | Puntuación   | Tiempo                 | Puntuación             | Puntuación  | Tiempo | Puntuación | Puntuación | Puntuación | Puntuación       | Posición         | Puntuación total | Posición |
| --------------- | -------- | ------------ | ---------------------- | ---------------------- | ----------- | ------ | ---------- | ---------- | ---------- | ---------------- | ---------------- | ---------------- | -------- |
| Maribel Aguirre | Femenino |              |                        |                        |             |        |            |            |            |                  |                  |                  | °        |

| Atleta             | Evento   | Scratch race | Persecución Individual | Persecución Individual | Eliminación | Tiempo | Tiempo     | Flying lap | Flying lap | Puntuación total | Puntuación total | Puntuación total | Posición |
| Atleta             | Evento   | Puntuación   | Tiempo                 | Puntuación             | Puntuación  | Tiempo | Puntuación | Puntuación | Puntuación | Puntuación       | Posición         | Puntuación total | Posición |
| ------------------ | -------- | ------------ | ---------------------- | ---------------------- | ----------- | ------ | ---------- | ---------- | ---------- | ---------------- | ---------------- | ---------------- | -------- |
| Fiorella Malaspina | Femenino |              |                        |                        |             |        |            |            |            |                  |                  |                  | °        |

Ruta pelotón
| Tomás Conte | Masculino |  | ° |  |  |

| Maximiliano Richeze | Masculino |  | ° |  |  |

| Rubén Ramos | Masculino |  | ° |  |  |

| Fernanda Yapura | Femenino |  | ° |  |  |

Ruta contrarreloj
| Rubén Ramos | Masculino |  | ° |  |  |

| Fernanda Yapura | Femenino |  | ° |  |  |

| Fiorella Malaspina | Femenino |  | ° |  |  |

Velocidad
| Leandro Bottasso | Masculino |  | ° |  |  |

| Mariana Díaz Natalia Vera | Femenino | 35s983 | 4° |

Freestyle
| José Torres | Masculino |  | ° |  |  |

| Agustina Roth | Femenino |  | ° |  |  |

## Equitación
Doma clásica
| Beatriz Vera     | Wettkonig       | Individual | 70.059 | 8°  | 71.529 | 5°  | 141.588   | 7°        |           |           |
| Fiorella Mengani | Assirio D ́Atela | Individual | 64.441 | 28° | 63.588 | 26° | 128.029   | 26°       |           |           |
| Luis Zone        |                 | Individual |        |     |        |     | No avanza | No avanza | No avanza | No avanza |
| Jacqueline Posse |                 | Individual | DNS    | DNS | DNS    | DNS | DNS       | DNS       |           |           |

Concurso completo
| Atleta                                                         | Caballo            | Evento     | Doma         | Doma     | Campo        | Campo     | Croos Country | Croos Country | Salto        | Salto     | Total     | Total     |
| Atleta                                                         | Caballo            | Evento     | Penalización | Posición | Penalización | Posición  | Penalización  | Posición      | Penalización | Posición  |           |           |
| -------------------------------------------------------------- | ------------------ | ---------- | ------------ | -------- | ------------ | --------- | ------------- | ------------- | ------------ | --------- | --------- | --------- |
| Ignacio José Zone                                              | Remonta San Jorge  | Individual | 37.10        | 19°      | Eliminado    | Eliminado | Eliminado     | Eliminado     | Eliminado    | Eliminado | Eliminado | Eliminado |
| Luciano Brunello                                               | María Teresa       | Individual | 39.80        | 23°      | 26.40        | 14°       | 66.20         | 15°           | 8            | 16°       | 74.20     | 16°       |
| Juan Benítez                                                   | Espuelas Atila     | Individual | 40.20        | 24°      | 14.8         | 7°        | 55.00         | 11°           | 8            | 13°       | 63.00     | 13°       |
| Javier Marcelo Rawson                                          | Felicitas Almendro | Individual | 43.50        | 35°      | 64.80        | 23°       | 123.30        | 23°           | 8            | 22°       | 131.30    | 22°       |
| Juan Benítez Marcelo Rawson Ignacio José Zone Luciano Brunello | Ver más arriba     | Por equipo |              |          |              |           |               |               |              |           | 268.5     | 5°        |

Salto  ecuestre
Individual
| José María Larocca      | Finn Lente       | Individual | 0 | 13° | 4  | 4  | 9°  | 4 | 10 | 11° | 0         | 2°        | 1         | 2°        | 1         | Medalla de plata |           |           |
| Martin Dopazo           | Call Again Cevin | Individual | 0 | 19° | 21 | 21 | 40° | 9 | 35 | 30° | Eliminado | Eliminado | Eliminado | Eliminado | Eliminado | Eliminado        | Eliminado | Eliminado |
| Carlos Estanils Cremona | Quicksilver Va   | Individual | 4 | 32° | 13 | 17 | 28° | 9 | 32 | 28° | Eliminado | Eliminado | Eliminado | Eliminado | Eliminado | Eliminado        | Eliminado | Eliminado |
| Matías Albarracín       | Cannavaro 9      | Individual | 8 | 33° | 13 | 21 | 33° | 1 | 24 | 24° | 11        | 12°       | 0         | 12°       | 1         | 12°              |           |           |

Salto Ecuestre Equipo
| José María Larocca Martin Dopazo Carlos Cremona Matías Albarracín | Ver más arriba | Por equipo |  | 5° |  | ° |  | ° |  | 5° |

## Esgrima

### Masculino
| Atletas                                               | Evento                        | Ronda preliminar | Ronda de 16     | Cuartos de final | Semifinales     | Final           |
| Atletas                                               | Evento                        | G-P              | Rival Resultado | Rival Resultado  | Rival Resultado | Rival Resultado |
| ----------------------------------------------------- | ----------------------------- | ---------------- | --------------- | ---------------- | --------------- | --------------- |
| Jesús Lugones                                         | Espada masculino              | G - P            | ' -             |                  |                 |                 |
| José Félix Domínguez                                  | Espada masculino              | G - P            | ' -             |                  |                 |                 |
| Alessandro Taccani                                    | Espada masculino              | G - P            | ' -             |                  |                 |                 |
| Pascual Di Tella                                      | Sable masculino               | G - P            | ' -             |                  |                 |                 |
| Stéfano Luchetti                                      | Sable masculino               | G - P            | ' -             |                  |                 |                 |
| Matías Ríos                                           | Sable masculino               | G - P            | ' -             |                  |                 |                 |
| Augusto Servello                                      | Florete masculino             | G - P            | ' -             |                  |                 |                 |
| Santiago Luchetti                                     | Florete masculino             | G - P            | ' -             |                  |                 |                 |
| Nicolás Marino                                        | Florete masculino             | G - P            | ' -             |                  |                 |                 |
| Jesús Lugones José Félix Domínguez Alessandro Taccani | Espada por equipos masculino  |                  |                 | {{}} ' -         |                 |                 |
| Augusto Servello Santiago Luchetti Nicolás Marino     | Florete por equipos masculino |                  |                 | {{}} ' -         |                 |                 |
| Pascual Di Tella Stéfano Luchetti Matías Ríos         | Sable por equipos masculino   |                  |                 | {{}} ' -         |                 |                 |

### Femenino
| Atletas                                                   | Evento                       | Ronda preliminar | Ronda de 16     | Cuartos de final | Semifinales     | Final           |
| Atletas                                                   | Evento                       | G-P              | Rival Resultado | Rival Resultado  | Rival Resultado | Rival Resultado |
| --------------------------------------------------------- | ---------------------------- | ---------------- | --------------- | ---------------- | --------------- | --------------- |
| Josefina Méndez                                           | Espada femenino              | G - P            | ' -             |                  |                 |                 |
| Isabel Di Tella                                           | Espada femenino              | G - P            | ' -             |                  |                 |                 |
| Tamara Chwojnik                                           | Espada femenino              | G - P            | ' -             |                  |                 |                 |
| María Belén Pérez Maurice                                 | Sable femenino               | G - P            | ' -             |                  |                 |                 |
| Alicia Perroni                                            | Sable femenino               | G - P            | -               |                  |                 |                 |
| Florencia García                                          | Sable femenino               | G - P            | -               |                  |                 |                 |
| Flavia Mormandi                                           | Florete femenino             | G - P            | -               |                  |                 |                 |
| Ludmila Terni                                             | Florete femenino             | G - P            | -               |                  |                 |                 |
| Lucía Ondarts                                             | Florete femenino             | G - P            | -               |                  |                 |                 |
| Josefina Méndez Isabel di Tella Tamara Chwojnik           | Espada por equipos femenino  |                  |                 | {{}} ' -         |                 |                 |
| María Belén Pérez Maurice Alicia Perroni Florencia García | Sable por equipos femenino   |                  |                 | {{}} ' -         |                 |                 |
| Flavia Mormandi Ludmila Terni Lucía Ondarts               | Florete por equipos femenino |                  |                 | {{}} ' -         |                 |                 |

## Esquí acuático

### Masculino
| Atletas             | Evento          | Semifinal     | Semifinal | Final   | Final             |
| Atletas             | Evento          | Puntos        | Posición  | Puntos  | Posición          |
| ------------------- | --------------- | ------------- | --------- | ------- | ----------------- |
| Figuras masculino   | Ignacio Giorgis | 5890          | 10°       |         | °                 |
| Figuras masculino   | Tobías Giorgis  | 6360          | 9°        |         | °                 |
| Eslalon masculino   | Tobías Giorgis  | 2.50/58/11.25 | 5°        |         |                   |
| Eslalon masculino   | Ignacio Giorgis | 4.00/58/12.00 | 8°        |         |                   |
| Salto masculino     | Ignacio Giorgis | 138           | 8°Q       | 0       | 8°                |
| Salto masculino     | Tobías Giorgis  | 183           | 6°Q       | 194     | 5°                |
| Overall masculino   | Ignacio Giorgis | 1708.23       | 10°       |         |                   |
| Overall masculino   | Tobias Giorgis  | 2179.47       | 5°        | 2524.28 | Medalla de bronce |
| Wakeboard masculino | Ulf Ditsh       | 82.45         | 1°Q       | 78.78   | Medalla de plata  |

### Femenino
| Atletas            | Evento            | Semifinal     | Semifinal | Final  | Final          |
| Atletas            | Evento            | Puntos        | Posición  | Puntos | Posición       |
| ------------------ | ----------------- | ------------- | --------- | ------ | -------------- |
| Figuras femenino   | Paloma Giordano   | 6240          | 1°Q       |        | °              |
| Figuras femenino   | Violeta Mociulsky | 3130          | 6°        |        | °              |
| Eslalon femenino   | Paloma Giordano   | 0.50/55/12.00 | 4°        |        |                |
| Eslalon femenino   | Violeta Mociulsky | 2.00/55/12.00 | 3°        |        |                |
| Salto femenino     | Violeta Mociulsky | 92            | 7°        |        |                |
| Overall femenino   | Violeta Mociulsky | 1338.64       | 8°        |        |                |
| Wakeboard femenino | Eugenia De Armas  | 72.89         | 1°Q       | 82.67  | Medalla de oro |

## Fútbol

### Masculino
| Equipo | Evento           | Fase de grupos    | Fase de grupos   | Fase de grupos   | Semifinales       | Final            |                |
| Equipo | Evento           | Partido 1         | Partido 2        | Partido 3        | Semifinales       | Final            |                |
| Equipo | Evento           | Rival Resultado   | Rival Resultado  | Rival Resultado  | Rival Resultado   | Rival Resultado  | Posición       |
| --- | ---------------- | ----------------- | ---------------- | ---------------- | ----------------- | ---------------- | -------------- |
| - Marcelo Herrera - Adolfo Gaich - Facundo Cambeses - Agustín Urzi - Aaron Barquet - Fausto Vera - Lucas Necul - Juan Pablo Cozzani - Ignacio Aliseda - Facundo Medina - Aníbal Moreno - Sebastián Lomónaco - Leonel Mosevich - Nicolás González - Santiago Colombatto - Joaquín Novillo - Carlos Valenzuela - Nicolás Demartini | Torneo masculino | Ecuador · G 3 - 2 | México · P 1 - 2 | Panamá · G 3 - 1 | Uruguay · G 3 - 0 | Honduras G 4 - 1 | Medalla de oro |

### Femenino
| Equipo | Evento          | Fase de grupos  | Fase de grupos   | Fase de grupos       | Semifinales      | Final                    |                  |
| Equipo | Evento          | Partido 1       | Partido 2        | Partido 3            | Semifinales      | Final                    |                  |
| Equipo | Evento          | Rival Resultado | Rival Resultado  | Rival Resultado      | Rival Resultado  | Rival Resultado          | Posición         |
| --- | --------------- | --------------- | ---------------- | -------------------- | ---------------- | ------------------------ | ---------------- |
| - Vanina Correa - Solana Pereyra - Agustina Barroso - Eliana Stabile - Adriana Sachs - Virginia Gómez - Gabriela Patricia Chávez - Natalie Juncos - Aldana Cometti - Vanesa Santana - Miriam Mayorga - Mariela Coronel - Dalila Ippolito - Micaela Cabrera - Yael Oviedo - Mariana Larroquette - Milagros Menéndez - Yamila Rodríguez | Torneo femenino | Perú · G 3 - 0  | Panamá · G 1 - 0 | Costa Rica · E 0 - 0 | Paraguay G 3 - 0 | Colombia · P 1 - 1 (6-7) | Medalla de plata |

## Gimnasia

### Gimnasia artística

#### Masculino
Clasificación individual y finales por equipo
| Atletas                                   | Evento                        | Aparato | Aparato | Aparato           | Aparato | Aparato          | Aparato    | Clasificación | Clasificación | Final  | Final    |
| Atletas                                   | Evento                        | Saltos  | Suelo   | Caballo con arcos | Anillas | Barras paralelas | Barra fija | Total         | Posición      | Total  | Posición |
| ----------------------------------------- | ----------------------------- | ------- | ------- | ----------------- | ------- | ---------------- | ---------- | ------------- | ------------- | ------ | -------- |
| Nicolás Córdoba                           | Clasificación individual      | 13.100  | 12.300  | 6.900             | 12.350  | 12.900           | 11.500     |               | °             |        |          |
| Daniel Villafañe                          | Clasificación individual      | 13.675  | 12.700  | 10.500            | 13.850  | 11.350           | 11.750     |               | °             | 75.650 | 17°      |
| Julián Jato                               | Clasificación individual      | 12.650  | NDS     | '                 |         | DNS              | DNS        |               | '             |        |          |
| Santiago Mayol                            | Clasificación individual      | 13.900  | 13.150  | 13.300            | 12.850  | 12.200           | 11.650     |               | °             | 75.125 | 19°      |
| Federico Molinari                         | Clasificación individual      |         |         |                   | 14.500  | '                |            |               | °             |        |          |
| Total por equipos Cuatro mejores puntajes | Concurso completo por equipos | 41.200  | 38.150  | 30.700            | 41.200  | 38.450           | 34.900     | 222.600       | 8°            |        | °        |

| Federico Molinari | Anillas Masculino Finales | 14.066 | Medalla de bronce |
| Daniel Villafañe  | Anillas Masculino Finales | 13.633 | 7°                |

#### Femenino
Clasificación individual y finales por equipo
| Atletas            | Evento                            | Aparato | Aparato | Aparato      | Aparato            | Clasificación | Clasificación | Final  | Final    |
| Atletas            | Evento                            | Salto   | Suelo   | Barras fijas | Barras asimétricas | Total         | Posición      | Total  | Posición |
| ------------------ | --------------------------------- | ------- | ------- | ------------ | ------------------ | ------------- | ------------- | ------ | -------- |
| Martina Dominici   | Clasificación individual femenina | 14.150  | 13.200  | 11.700       | 13.350             | 52.850        | 6°Q           | 52.800 | 5°       |
| Valeria Pereyra    | Clasificación individual femenina |         |         |              | 12.450             |               | °             |        |          |
| Agustina Pisos     | Clasificación individual femenina | 13.000  | 12.650  | 12.725       |                    |               | °             |        |          |
| Abigail Magistrati | Clasificación individual femenina | 0       | 13.100  | 11.950       | 13.000             | 38.050        | 39°           |        |          |
| Luna Fernández     | Clasificación individual femenina | 11.650  | 11.800  | 11.750       | 12.300             | 47.500        | 25°Q          | 50.450 | 9°       |
| Total por equipos  | Competencia por equipos           | 39.250  | 38.800  | 38.425       | 38.950             | 153.425       | 4°            |        |          |

| Martina Dominici | Salto Femenino Finales | 13.666 | 5° |

| Martina Dominici   | Barras Asimétricas Femenino Finales | 13.433 | 5° |
| Abigail Magistrati | Barras Asimétricas Femenino Finales | 12.200 | 8° |

| Agustina Pisos | Viga de Equilibrio Finales | 12.200 | 6° |

| Martina Dominici   | Pisos Femenino Finales | 13.233 | 6° |
| Abigail Magistrati | Pisos Femenino Finales | 12.866 | 8° |

### Gimnasia rítmica

#### Individual
| Atletas               | Evento                       | Final   | Final   | Final   | Final  | Final  | Final    |
| Atletas               | Evento                       | Aro     | Pelota  | Pinos   | Cinta  | Total  | Posición |
| --------------------- | ---------------------------- | ------- | ------- | ------- | ------ | ------ | -------- |
| Sol Martínez Fainberg | Concurso completo individual | 17.450  | 14.959  | 16.500  | 14.150 | 63.050 | 7°       |
| Sol Martínez Fainberg | Aro                          | 17.450Q |         |         |        | 17.450 | 5°       |
| Sol Martínez Fainberg | Pelota                       | 14.590  | 14.590  |         |        | 14.590 | 9°       |
| Sol Martínez Fainberg | Mazas                        |         |         | 16.500Q |        | 16.500 | 6°       |
| Sol Martínez Fainberg | Cinta                        |         |         |         | 14.950 | 14.950 | 9°       |
| Celeste D'Arcángelo   | Concurso completo individual |         |         |         |        |        |          |
| Celeste D'Arcángelo   | Aro                          | 15.200  |         |         |        | 15.200 | 10°      |
| Celeste D'Arcángelo   | Pelota                       |         | 15.600Q |         |        | 15.600 | 8°       |
| Celeste D'Arcángelo   | Cinta                        |         |         |         | 14.950 | 13.950 | 14°      |

### Gimnasia en trampolín
| Athlete          | Evento    | Clasificación | Clasificación | Final   | Final    |
| Athlete          | Evento    | Puntaje       | Posición      | Puntaje | Posición |
| ---------------- | --------- | ------------- | ------------- | ------- | -------- |
| Lucas Adorno     | Masculino |               |               |         |          |
| María Colombo    | Femenino  |               |               |         |          |
| Lucila Maldonado | Femenino  |               |               |         |          |

## Golf
| Deportista                                                                  | Evento               | Ronda 1 | Ronda 2 | Ronda 3 | Ronda 4 | Total  | Total | Total    |
| Deportista                                                                  | Evento               | Puntos  | Puntos  | Puntos  | Puntos  | Puntos | Par   | Posición |
| --------------------------------------------------------------------------- | -------------------- | ------- | ------- | ------- | ------- | ------ | ----- | -------- |
| Miguel Ángel Carballo                                                       | Individual masculino | 68      | 65      | 71      | 70      | 274    | -10   | 7°       |
| Carlos Estanislao Goya                                                      | Individual masculino | 70      | 70      | 72      | 67      | 279    | −5    | 14°      |
| Ela Anacona                                                                 | Individual femenino  | 76      | 74      | 69      | 75      | 294    | +10   | 15°      |
| Manuela Carbajo Re                                                          | Individual femenino  | 70      | 79      | 73      | 81      | 303    | +19   | 24°      |
| Carlos Estanislao Goya Miguel Ángel Carballo Ela Anacona Manuela Carbajo Re | Equipo mixto         | 138     | 139     | 140     | 142     | 559    | −9    | 6°       |

## Halterofilia
| Atletas             | Evento           | Arrancada | Arrancada | Arrancada | Envión    | Envión    | Envión    | Total | Posición     |
| Atletas             | Evento           | Intento 1 | Intento 2 | Intento 3 | Intento 1 | Intento 2 | Intento 3 | Total | Posición     |
| ------------------- | ---------------- | --------- | --------- | --------- | --------- | --------- | --------- | ----- | ------------ |
| Maximiliano Kienitz | -96 kg masculino | 148       | -         | -         | 180       | -         | -         | 328   | 1º (grupo B) |
| Abril de Cándido    | -55 kg femenino  | 70        | 74        | -         | 90        | 94        | 97        | 171   | 8º           |
| Tatiana Ullua       | -59 kg femenino  | 87        | -         | -         | 104       | -         | -         | 191   | 9º           |
| Luz Casadevall      | -64 kg femenino  | 81        | 85        | 88        | 101       | 105       | 108       | 196   | 7º           |
| Carla Santillán     | -87 kg femenino  | 85        | 88        | 90        | 112       | 117       | -         | 207   | 8º           |

## Hockey sobre césped

### Masculino
| Equipo | Evento           | Fase de grupos  | Fase de grupos            | Fase de grupos  | Cuartos de final | Semifinales            | Final              |
| Equipo | Evento           | Partido 1       | Partido 2                 | Partido 3       | Cuartos de final | Semifinales            | Final              |
| Equipo | Evento           | Rival Resultado | Rival Resultado           | Rival Resultado | Rival Resultado  | Rival Resultado        | Rival Resultado    |
| --- | ---------------- | --------------- | ------------------------- | --------------- | ---------------- | ---------------------- | ------------------ |
| - Agustín Bugallo - Maico Casella - Nicolás Cicileo - Federico Fernández - Martín Ferreiro - Pedro Ibarra - Nicolás Keenan - Juan Martín López - Lucas Martínez - Agustín Mazzilli - Ignacio Ortiz - Matías Paredes - Matías Rey - Leandro Tolini - Lucas Vila - Juan Manuel Vivaldi - Santiago Tarazona - Tomás Santiago | Torneo masculino | Chile · G 5 - 1 | Trinidad y Tobago G 6 - 0 | Cuba · G 9 - 0  | Perú · G 14 - 1  | Estados Unidos G 5 - 0 | Canadá · G 5 - 2 · |

### Femenino
| Equipo | Evento          | Fase de grupos    | Fase de grupos   | Fase de grupos  | Cuartos de final | Semifinales     | Final              |
| Equipo | Evento          | Partido 1         | Partido 2        | Partido 3       | Cuartos de final | Semifinales     | Final              |
| Equipo | Evento          | Rival Resultado   | Rival Resultado  | Rival Resultado | Rival Resultado  | Rival Resultado | Rival Resultado    |
| --- | --------------- | ----------------- | ---------------- | --------------- | ---------------- | --------------- | ------------------ |
| - Belén Succi - Sofía Toccalino - Noel Barrionuevo - Silvina D'Elia - Valentina Costa Biondi - Rosario Luchetti - Victoria Sauze - Agostina Alonso - Eugenia Trinchinetti - Micaela Retegui - Carla Rebecchi - Agustina Albertario - Julieta Jankunas - Victoria Granatto - María José Granatto - Cristina Cosentino - Giselle Kañevsky | Torneo femenino | Uruguay · G 2 - 0 | Canadá · G 3 - 0 | Cuba · G 13 - 1 | Perú · G 21 - 0  | Chile · G 3 - 1 | Canadá · G 5 - 1 · |

## Judo

### Masculino
| Atletas          | Evento            | Round de 16     | Cuartos de final | Semifinales     | Final           |
| Atletas          | Evento            | Rival Resultado | Rival Resultado  | Rival Resultado | Rival Resultado |
| ---------------- | ----------------- | --------------- | ---------------- | --------------- | --------------- |
| Minoru Tamashiro | -66 kg masculino  |                 | ' -              |                 |                 |
| Luis Vega        | -81 kg masculino  |                 | ' -              |                 |                 |
| Tomás Spikermann | -90 kg masculino  |                 | ' -              |                 |                 |
| Héctor Campos    | +100 kg masculino |                 | ' -              |                 |                 |

### Femenino
| Atletas           | Evento          | Round de 16     | Cuartos de final | Semifinales     | Final           |
| Atletas           | Evento          | Rival Resultado | Rival Resultado  | Rival Resultado | Rival Resultado |
| ----------------- | --------------- | --------------- | ---------------- | --------------- | --------------- |
| Paula Pareto      | -48 kg femenino | ' -             |                  |                 |                 |
| Ayelén Elizeche   | -52 kg femenino |                 | ' -              |                 |                 |
| Agustina de Lucía | -63 kg femenino |                 | ' -              |                 |                 |
| Lucía Cantero     | -78 kg femenino | ' -             |                  |                 |                 |

## Karate

### Masculino
| Karatecas                                         | Evento           | Fase de grupos  | Fase de grupos  | Fase de grupos  | Semifinales     | Final           | Posición |
| Karatecas                                         | Evento           | Lucha 1         | Lucha 2         | Lucha 3         | Semifinales     | Final           | Posición |
| Karatecas                                         | Evento           | Rival Resultado | Rival Resultado | Rival Resultado | Rival Resultado | Rival Resultado | Posición |
| ------------------------------------------------- | ---------------- | --------------- | --------------- | --------------- | --------------- | --------------- | -------- |
| Agustín Farah                                     | 60kg masculino   |                 |                 |                 |                 |                 |          |
| Agustín Pérez                                     | 84kg masculino   |                 |                 |                 |                 |                 |          |
| Walter Carrizo                                    | Kata individual  |                 |                 |                 |                 |                 |          |
| Sebastián González Martín Juiz Luca Impagnitiello | Kata por equipos |                 |                 |                 |                 |                 |          |

### Femenino
| Karatecas        | Evento         | Fase de grupos  | Fase de grupos  | Fase de grupos  | Semifinales     | Final           | Posición |
| Karatecas        | Evento         | Lucha 1         | Lucha 2         | Lucha 3         | Semifinales     | Final           | Posición |
| Karatecas        | Evento         | Rival Resultado | Rival Resultado | Rival Resultado | Rival Resultado | Rival Resultado | Posición |
| ---------------- | -------------- | --------------- | --------------- | --------------- | --------------- | --------------- | -------- |
| Yamila Benítez   | +50kg femenino |                 |                 |                 |                 |                 |          |
| Valentina Castro | +68kg femenino |                 |                 |                 |                 |                 |          |

## Lucha

### Masculino
Libre
| Atletas            | Evento               | Cuartos de final | Semifinales     | Final           | Posición |
| Atletas            | Evento               | Rival Resultado  | Rival Resultado | Rival Resultado | Posición |
| ------------------ | -------------------- | ---------------- | --------------- | --------------- | -------- |
| Agustín Destribats | 65kg masculino libre | ' -              |                 |                 |          |
| Iván Llano         | 74kg masculino libre | ' -              |                 |                 |          |
| Meruzhan Nikoyan   | 86kg masculino libre | ' -              |                 |                 |          |

Lucha grecorromana
| Atletas         | Evento                       | Cuartos de final | Semifinales     | Final           | Posición |
| Atletas         | Evento                       | Rival Resultado  | Rival Resultado | Rival Resultado | Posición |
| --------------- | ---------------------------- | ---------------- | --------------- | --------------- | -------- |
| Luciano Del Río | 130kg masculino grecorromana | ' -              |                 |                 |          |

### Femenino
Libre
| Atletas           | Evento               | Ronda de 16     | Cuartos de final | Semifinales     | Final           | Posición |
| Atletas           | Evento               | Rival Resultado | Rival Resultado  | Rival Resultado | Rival Resultado | Posición |
| ----------------- | -------------------- | --------------- | ---------------- | --------------- | --------------- | -------- |
| Patricia Bermúdez | -48kg femenino libre | ' -             |                  |                 |                 |          |

## Natación

### Masculino
| 200 m mariposa           | Nicolás Deferrari                                                  | 2:00:37 | 1°  | 2:01:84   | 7°                |           |           |           |           |           |
| 400 m libres             | Ivo Cassini                                                        | 3:58:94 | 11° | No avanzó | No avanzó         | No avanzó | No avanzó | No avanzó | No avanzó | No avanzó |
| 100 m pecho              | Gabriel Morelli                                                    | 1:02:07 | 9°  | No avanzó | No avanzó         | No avanzó | No avanzó | No avanzó | No avanzó | No avanzó |
| 200 m libres             | Federico Grabich                                                   | 1:50.83 | 9°  | No avanzó | No avanzó         | No avanzó | No avanzó | No avanzó | No avanzó | No avanzó |
| 100 m mariposa           | Santiago Grassi                                                    | 51.92   | 2°  | 52.15     | 4°                |           |           |           |           |           |
| 100 m mariposa           | Roberto Strelkov                                                   | 54.18   | 9°  | No avanzó | No avanzó         | No avanzó | No avanzó | No avanzó | No avanzó | No avanzó |
| 200 m espalda            | Agustín Hernández                                                  | 2:04:93 | 13° | No avanzó | No avanzó         | No avanzó | No avanzó | No avanzó | No avanzó | No avanzó |
| 100 m libres             | Guido Buscaglia                                                    | 2:32.08 | 9°  | No avanzó | No avanzó         | No avanzó | No avanzó | No avanzó | No avanzó | No avanzó |
| 100 m libres             | Federico Grabich                                                   | 49.88   | 13° | No avanzó | No avanzó         | No avanzó | No avanzó | No avanzó | No avanzó | No avanzó |
| 200 m pecho              | Gabriel Morelli                                                    | 2:13.64 | 6°  | 2:12.83   | 5°                |           |           |           |           |           |
| 100 m espalda            | Agustín Hernández                                                  | 56.43   | 10° | No avanzó | No avanzó         | No avanzó | No avanzó | No avanzó | No avanzó | No avanzó |
| 50 m libre               | Santiago Grassi                                                    | 22:30   | 3°  | 22:28     | 6°                |           |           |           |           |           |
| 50 m libre               | Guido Buscaglia                                                    | 23:06   | 14° | No avanzó | No avanzó         | No avanzó | No avanzó | No avanzó | No avanzó | No avanzó |
| Relevos 4x100 libre      | Federico Grabich Santiago Grassi Guido Buscaglia Lautaro Rodríguez | -       | -   | DSQ       | DSQ               |           |           |           |           |           |
| Relevos 4x100 combinados | Federico Grabich Santiago Grassi Gabriel Morelli Agustín Hernández | -       | -   | 3:38:41   | Medalla de bronce |           |           |           |           |           |

### Femenino
| 400m libres              | Delfina Pignatiello                                                                 | 4:12:23 | 1°  | 4:10:86   | Medalla de oro    |           |           |           |           |           |
| 100 m pecho              | Julia Sebastián                                                                     | 1:06:98 | 2°  | 1:07:09   | Medalla de plata  |           |           |           |           |           |
| 200 m mariposa           | Virginia Bardach                                                                    | 2:11.37 | 1°  | 2:10.87   | Medalla de oro    |           |           |           |           |           |
| 200 m espalda            | Andrea Berrino                                                                      | 2:16.67 | ?°  | 12:12.71  | 5°                |           |           |           |           |           |
| 200 m espalda            | Florencia Perotti                                                                   | 2:13.68 | ?°  | 2:16.75   | 7°                |           |           |           |           |           |
| 200 m pecho              | Julia Sebastián                                                                     | 2:29.37 | 5°  | 2:25.43   | Medalla de bronce |           |           |           |           |           |
| 200 m pecho              | Macarena Ceballos                                                                   | 2:32.08 | 9°  | No avanzó | No avanzó         | No avanzó | No avanzó | No avanzó | No avanzó | No avanzó |
| 100 m espalda            | Andrea Berrino                                                                      | 1:02.34 | 6°  | DNS       | DNS               |           |           |           |           |           |
| 800 m libre              | Delfina Pignatiello                                                                 | --      | --  | 8:29.42   | Medalla de oro    |           |           |           |           |           |
| 400m combinado           | Virginia Bardach                                                                    | ?       | ?   | 4:41.05   | Medalla de plata  |           |           |           |           |           |
| 400m combinado           | Florencia Perotti                                                                   | ?       | ?   | 4:49.25   | 6°                |           |           |           |           |           |
| 200 m combinado          | Virginia Bardach                                                                    | 2:18.54 | 7°  | 2:18.54   | 8°                |           |           |           |           |           |
| 200 m combinado          | Florencia Perotti                                                                   | 2:19.49 | 10° | No avanzó | No avanzó         | No avanzó | No avanzó | No avanzó | No avanzó | No avanzó |
| 1.500m libre             | Delfina Pignatiello                                                                 | -       | -   | 16:16.54  | Medalla de oro    |           |           |           |           |           |
| Relevos 4x200            | Andrea Berrino Delfina Pignatiello Florencia Perotti Virginia Bardach               | -       | -   | 8:15:72   | 4°                |           |           |           |           |           |
| Relevos 4x100 combinados | Macarena Ceballos Andrea Berrino Julia Sebastián Florencia Perotti Virginia Bardach | 4:15:44 | 2°  | 4:07:70   | 4°                |           |           |           |           |           |

### Mixto
| Evento                   | Atletas                                                             | Preliminar | Preliminar | Final   | Final             |
| Evento                   | Atletas                                                             | Tiempo     | Posición   | Tiempo  | Posición          |
| ------------------------ | ------------------------------------------------------------------- | ---------- | ---------- | ------- | ----------------- |
| Relevos 4x100 libre      | Delfina Pignatiello Federico Grabich Andrea Berrino Guido Buscaglia | -          | -          | 3:34:87 | 5                 |
| Relevos 4x100 combinados | Santiago Grassi Federico Grabich Andrea Berrino Julia Sebastián     | -          | -          | 3:50:53 | Medalla de bronce |

### Natación en aguas abiertas
| Evento               | Atletas           | Preliminar | Preliminar | Final    | Final            |
| Evento               | Atletas           | Tiempo     | Posición   | Tiempo   | Posición         |
| -------------------- | ----------------- | ---------- | ---------- | -------- | ---------------- |
| 10 km aguas abiertas | Ivo Cassini       |            |            | 1:54:06  | 4°               |
| 10 km aguas abiertas | Guillermo Bértola |            |            | 1:54:00. | Medalla de plata |
| 10 km aguas abiertas | Cecilia Biagioli  |            |            | 2:01:23  | Medalla de plata |

## Natación sincronizada
| Nadadoras                     | Evento                  | Rutina técnica | Rutina técnica | Rutina libre (Final) | Rutina libre (Final) | Rutina libre (Final) | Rutina libre (Final) |
| Nadadoras                     | Evento                  | Puntos         | Posición       | Puntos               | Posición             | Puntos totales       | Posición             |
| ----------------------------- | ----------------------- | -------------- | -------------- | -------------------- | -------------------- | -------------------- | -------------------- |
| Camila Arregui Trinidad López | Competencia por dúos    | 75.1817        | 6              | 77.6667              | 6                    | 152.8484             | 6                    |
|                               | Competencia por equipos |                |                |                      |                      |                      |                      |

## Patinaje

### Carrera

#### Masculino
| Atletas         | Evento                                   | Clasificación | Clasificación | Final     | Final     |
| Atletas         | Evento                                   | Resultado     | Posición      | Resultado | Posición  |
| --------------- | ---------------------------------------- | ------------- | ------------- | --------- | --------- |
| Francisco Reyes | 300m contrarreloj                        |               |               | 25.730    | 6°        |
| Ken Kuwada      | 10 000m eliminación por puntos masculino |               | 49            | 6°        |           |
| Francisco Reyes | 500m contrarreloj                        | 45:20.1       | 3°            | eliminado | eliminado |

#### Femenino
| Atletas            | Evento                                  | Clasificación | Clasificación | Final     | Final    |
| Atletas            | Evento                                  | Resultado     | Posición      | Resultado | Posición |
| ------------------ | --------------------------------------- | ------------- | ------------- | --------- | -------- |
| Victoria Rodríguez | 300m contrarreloj                       |               |               | 25.058    | 4°       |
| Rocío Berbel       | 10 000m eliminación por puntos femenino |               | 49            | 6°        |          |
| Victoria Rodríguez | 500m contrarreloj                       | 46:98.5       | 1°            | DSC       | DSC      |

### Patín artístico
| Patinadores            | Evento           | Programa corto | Programa corto | Programa largo | Programa largo | Total   | Total            |
| Patinadores            | Evento           | Puntaje        | Posición       | Puntaje        | Posición       | Puntaje | Posición         |
| ---------------------- | ---------------- | -------------- | -------------- | -------------- | -------------- | ------- | ---------------- |
| Juan Francisco Sánchez | Prueba masculina | 60.95          | 1º             | 91.68          | 1º             | 152.63  | Medalla de oro   |
| Giselle Soler          | Prueba femenina  | 38.53          | 1º             | 53.62          | 2º             | 92.15   | Medalla de plata |

## Pelota vasca

### Masculino
| Atletas                       | Evento           | Series 1                                           | Series 2                                     | Series 3                                           | Series 4                                          | Medalla de Bronce                                  | Posición          |
| Atletas                       | Evento           | Rival Resultado                                    | Rival Resultado                              | Rival Resultado                                    | Rival Resultado                                   | Rival Resultado                                    | Posición          |
| ----------------------------- | ---------------- | -------------------------------------------------- | -------------------------------------------- | -------------------------------------------------- | ------------------------------------------------- | -------------------------------------------------- | ----------------- |
| José Alberdi Guillermo Osorio | Frontenis Dobles | Julián González Jesús García Toro G 15 - 3, 15 - 7 | Luis Molina José Luis López P 6 - 15, 7 - 15 | David Yupanqui Juan Bezada Pinto G 15 - 8, 15 - 13 | Omar Espinoza Salvador Espinosa P 10 - 15, 7 - 15 | Julián González Jesús García Toro G 15 - 6, 15 - 8 | Medalla de bronce |

| Atletas                      | Evento              | Series 1                                         | Series 2                                    | Series 3                                          | Series 4                                         | Final                                             | Posición       |
| Atletas                      | Evento              | Rival Resultado                                  | Rival Resultado                             | Rival Resultado                                   | Rival Resultado                                  | Rival Resultado                                   | Posición       |
| ---------------------------- | ------------------- | ------------------------------------------------ | ------------------------------------------- | ------------------------------------------------- | ------------------------------------------------ | ------------------------------------------------- | -------------- |
| Pablo Fusto Alfredo Villegas | Pelota cuero dobles | Armando Chappi Frendy Fernández G 15 - 6, 15 - 9 | Agusti Brugues José Huarte G 15 - 8, 15 - 2 | Daniel Fernández Edson Velásquez G 15 - 6, 15 - 4 | Miguel Urrutia Rodrigo Ledesma G 15 - 10, 15 - 7 | Armando Chappi Frendy Fernández G 15 - 6, 15 - 11 | Medalla de oro |

| Atletas          | Evento                     | Series 1                     | Series 2                             | Series 3                              | Series 4                           | Final                                 | Posición         |
| Atletas          | Evento                     | Rival Resultado              | Rival Resultado                      | Rival Resultado                       | Rival Resultado                    | Rival Resultado                       | Posición         |
| ---------------- | -------------------------- | ---------------------------- | ------------------------------------ | ------------------------------------- | ---------------------------------- | ------------------------------------- | ---------------- |
| Guillermo Osorio | Frontón Peruano Individual | Isaac Pérez G 15 - 8, 15 - 7 | Alejandro González G 15 - 12, 15 - 4 | Cristopher Martínez P 13 - 15, 9 - 15 | Salvador Espinoza G 15 - 9, 15 - 3 | Cristopher Martínez P 6 - 15, 11 - 15 | Medalla de plata |

| Atletas                                | Evento                          | Series 1                                    | Series 2                                          | Series 3                                              | Series 4                                                 | Final                                      | Posición       |
| Atletas                                | Evento                          | Rival Resultado                             | Rival Resultado                                   | Rival Resultado                                       | Rival Resultado                                          | Rival Resultado                            | Posición       |
| -------------------------------------- | ------------------------------- | ------------------------------------------- | ------------------------------------------------- | ----------------------------------------------------- | -------------------------------------------------------- | ------------------------------------------ | -------------- |
| Sebastián Andreasen Santiago Andreasen | Pelota de goma dobles trinquete | Daniel García Isaac Pérez G 15 - 13, 15 - 8 | Manuel Domínguez Esteban Romero G 15 - 1, 15 - 12 | Edson Velásquez Andre Bellido Chávez G 15 - 5, 15 - 6 | Lucas Rivas Garra Aparicio Guichon León G 15 - 7, 15 - 2 | Daniel García Isaac Pérez G 15 - 8, 15 - 6 | Medalla de oro |

| Atletas           | Evento                         | Series 1                             | Series 2                          | Series 3                       | Series 4                         | Semifinal                            | Final                                       | Posición         |
| Atletas           | Evento                         | Rival Resultado                      | Rival Resultado                   | Rival Resultado                | Rival Resultado                  | Rival Resultado                      | Rival Resultado                             | Posición         |
| ----------------- | ------------------------------ | ------------------------------------ | --------------------------------- | ------------------------------ | -------------------------------- | ------------------------------------ | ------------------------------------------- | ---------------- |
| Facundo Andreasen | Pelota goma individual frontón | Alejandro González G 15 - 14, 15 - 8 | Rodrigo Carrasco G 15 - 7, 15 - 9 | Efraín Segura G 15 - 2, 15 - 1 | Martin Letelier G 15 - 0, 15 - 1 | Braian Ramírez Mesa G 15 - 8, 15 - 0 | Arturo Rodríguez P 15 - 12, 9 - 15 , 7 - 10 | Medalla de plata |

### Femenino
| Atletas                        | Evento           | Series 1                                         | Series 2                                                     | Semifinal                                         | Medalla de Bronce                                | Posición |
| Atletas                        | Evento           | Rival Resultado                                  | Rival Resultado                                              | Rival Resultado                                   | Rival Resultado                                  | Posición |
| ------------------------------ | ---------------- | ------------------------------------------------ | ------------------------------------------------------------ | ------------------------------------------------- | ------------------------------------------------ | -------- |
| Irina Podversich Lucila Busson | Frontenis Dobles | Cepeda Mora Guadalupe Hernández P 2 - 15, 3 - 15 | María Borges Vega Diana Rangel Mora G 9 - 15, 15 - 9, 10 - 8 | Leyanis Castillo Yasmary Medina G 6 - 15 , 8 - 15 | Nathaly Paredes Mia Rodríguez P 11 - 15, 12 - 15 | 4        |

| Atletas      | Evento                     | Series 1                            | Series 2                        | Series 3                                    | Series 4                      | Medalla de Bronce                           | Posición          |
| Atletas      | Evento                     | Rival Resultado                     | Rival Resultado                 | Rival Resultado                             | Rival Resultado               | Rival Resultado                             | Posición          |
| ------------ | -------------------------- | ----------------------------------- | ------------------------------- | ------------------------------------------- | ----------------------------- | ------------------------------------------- | ----------------- |
| Melina Spahn | Frontón peruano individual | Rosario Valderrama G 15 - 4, 15 - 7 | Claudia Suárez P 9 - 15, 8 - 15 | Diana Rangel Mora P 14 - 15, 15 - 8, 5 - 10 | Wendy Duran P 8 - 15, 12 - 15 | Diana Rangel Mora G 15 - 12, 5 - 15,11 - 10 | Medalla de bronce |

| Atletas                      | Evento                        | Series 1                                      | Series 2                                                | Series 3                                               | Series 4                                              | Medalla de bronce                                      | Posición          |
| Atletas                      | Evento                        | Rival Resultado                               | Rival Resultado                                         | Rival Resultado                                        | Rival Resultado                                       | Rival Resultado                                        | Posición          |
| ---------------------------- | ----------------------------- | --------------------------------------------- | ------------------------------------------------------- | ------------------------------------------------------ | ----------------------------------------------------- | ------------------------------------------------------ | ----------------- |
| Sabrina Andrade Melina Spahn | Pelota de goma dobles frontón | Dulce Figueroa Laura Puentes P 2 -15 , 5 - 15 | Daniela Darriba Yasmary Medina P 15 - 6, 8 - 15, 2 - 10 | Mia Rodríguez Jessenia Bernal Arevalo G 15 - 6, 15 - 5 | Julieta Domínguez Maritxu Bastarrica G 15 - 3, 15 - 7 | Mia Rodríguez Jessenia Bernal Arevalo G 15 - 0, 15 - 2 | Medalla de bronce |

| Atletas                        | Evento                          | Series 1                                            | Series 2                                       | Series 3                                              | Final                                                 | Posición       |
| Atletas                        | Evento                          | Rival Resultado                                     | Rival Resultado                                | Rival Resultado                                       | Rival Resultado                                       | Posición       |
| ------------------------------ | ------------------------------- | --------------------------------------------------- | ---------------------------------------------- | ----------------------------------------------------- | ----------------------------------------------------- | -------------- |
| Cinthya Pinto María Lis García | Pelota de goma dobles trinquete | Yisley Rodríguez Yurisleidis Allué G 15 - 4, 15 - 2 | Rosario Valderrama Zita Solas G 15 - 7, 15 - 6 | Paula Castillo Rosa Flores Buendia G 15 - 10, 15 - 12 | María Miranda Camila Naviliat G 8 - 15, 15 - 9,10 - 4 | Medalla de oro |

## Pentatlón moderno
| Atleta                                       | Evento               | Esgrima (Espada a un toque) | Esgrima (Espada a un toque) | Esgrima (Espada a un toque) | Natación (200 m libre) | Natación (200 m libre) | Natación (200 m libre) | Prueba ecuestre (Salto) | Prueba ecuestre (Salto) | Prueba ecuestre (Salto) | Carrera Láser (Pistola laser10 m / 3000 m campo traviesa ) | Carrera Láser (Pistola laser10 m / 3000 m campo traviesa ) | Carrera Láser (Pistola laser10 m / 3000 m campo traviesa ) | Total     | Total             |
| Atleta                                       | Evento               | V – D                       | Rank                        | MP Puntos                   | Tiempo                 | Rank                   | MP Puntos              | Penalties               | Rank                    | MP Puntos               | Tiempo                                                     | Rank                                                       | MP Puntos                                                  | MP Puntos | Rank              |
| -------------------------------------------- | -------------------- | --------------------------- | --------------------------- | --------------------------- | ---------------------- | ---------------------- | ---------------------- | ----------------------- | ----------------------- | ----------------------- | ---------------------------------------------------------- | ---------------------------------------------------------- | ---------------------------------------------------------- | --------- | ----------------- |
| Emmanuel Zapata                              | Individual Masculino | 19-12                       | 9°                          | 229                         | 2:09.52                | 13°                    | 291                    | 17                      | 17°                     | 258                     | 11:06.00                                                   | 5°                                                         | 634                                                        | 1.412     | 11°               |
| Leandro Nicolás Silva                        | Individual Masculino | 18-13                       | 15°                         | 215                         | 2:03.98                | 3°                     | 303                    | 10                      | 6°                      | 287                     | 11:32.00                                                   | 16°                                                        | 608                                                        | 1.413     | 9°                |
| Sergio Ali Villamayor                        | Individual Masculino | 23-8                        | 2°                          | 250                         | 2:14.82                | 20°                    | 281                    | 14                      | 8°                      | 284                     | 10:56.00                                                   | 2°                                                         | 644                                                        | 1.459     | Medalla de bronce |
| Pamela Gisele Zapata                         | Individual Femenino  | 22-7                        | 3°                          | 264                         | 2:30.47                | 19°                    | 250                    |                         | EL                      |                         | 13:37.00                                                   | 16°                                                        | 483                                                        | 997       | 21°               |
| Johanna Ayelen Zapata                        | Individual Femenino  | 24-7                        | 2°                          | 264                         | 2:37.56                | 22°                    | 235                    |                         | EL                      |                         | 12:17.00                                                   | 4°                                                         | 563                                                        | 1.062     | 15°               |
| Iryna Khokhlova                              | Individual Femenino  | 24-7                        | 6°                          | 243                         | DNS                    | DNS                    | DNS                    | DNS                     | DNS                     | DNS                     | DNS                                                        | DNS                                                        | DNS                                                        | DNS       | DNS               |
| Sergio Ali Villamayor Emmanuel Gerard Zapata | Relevo Masculino     | 10-3                        | 3°                          | 251                         | 1:58.89                | 8°                     | 313                    | 34                      | 9°                      | 240                     | 10:36.00                                                   | 2°                                                         | 664                                                        | 1468      | Medalla de bronce |
| Pamela Gisele Zapata Johanna Ayelen Zapata   | Relevo Femeninos     | 12-8                        | 4°                          | 230                         | 2:24.01                | 9°                     | 262                    | EL                      |                         |                         | EL                                                         |                                                            |                                                            | 492       | 7°                |
| Pamela Gisele Zapata Leandro Nicolás Silva   | Relevo Mixtos        | 16-8                        | 5°                          | 226                         | 2:07.00                | 8°                     | 296                    | 7                       | 7°                      | 272                     | 10:54.18                                                   | 6°                                                         | 592                                                        | 1.386     | 6°                |

## Raquetbol

### Masculino
| Fernando Kurzbard              | Single masculino | Enier Chacon P 12 - 15, 12 - 15 Samuel Murray P 7 - 15, 10 - 15 Luis Pérez P 10 - 15, 3 - 15                                   | No avanzó                          | No avanzó | No avanzó | No avanzó | No avanzó | No avanzó | No avanzó |           |
| Shai Manzuri                   | Single masculino | Francisco Troncoso G 15 - 4, 15 - 10 Coby Iwasa P 15 - 14, 10 - 15, 2 - 11 Charles Pratt P W.O.                                | No avanzó                          | No avanzó | No avanzó | No avanzó | No avanzó | No avanzó | No avanzó |           |
| Shai Manzuri Fernando Kurzbard | Dobles masculino | Galicia Salvatierra G 15 - 9, 15 - 10 Charles Pratt Carson P 11 - 15, 15 - 8, 4 - 14 Coby Iwasa Samuel Murray P 0 - 15, 0 - 15 | No avanzó                          | No avanzó | No avanzó | No avanzó | No avanzó | No avanzó | No avanzó |           |
| Fernando Kurzbard Shai Manzuri | Equipo masculino | | Costa Rica · P 0 - 2, 0 - 2, 0 - 2 | No avanzó | No avanzó | No avanzó | No avanzó | No avanzó | No avanzó | No avanzó |

### Femenino
| Atletas                          | Evento          | Ronda preliminar                                                                                                 | Ronda de 16                                  | Cuartos de final                                      | Semifinales                                             | Final                           | Posición          |
| Atletas                          | Evento          | Rival Resultado                                                                                                  | Rival Resultado                              | Rival Resultado                                       | Rival Resultado                                         | Rival Resultado                 | Posición          |
| -------------------------------- | --------------- | --- | -------------------------------------------- | ----------------------------------------------------- | ------------------------------------------------------- | ------------------------------- | ----------------- |
| María José Vargas                | Single femenino | Gabriela Martínez G 15 - 4, 12 - 15, 11 - 9 Alejandra Dominguez G 15 - 1, 15 - 0                                 | BYE                                          | Kelani Lawrence G 15 - 9, 15 - 13                     | Adriana Riveros G 15 - 8, 15 - 9                        | Paola Longoria P 7 - 15, 9 - 15 | Medalla de plata  |
| Natalia Méndez                   | Single femenino | Adriana Riveros G 15 - 10, 15 - 13 Lilian Zea G 15 - 1, 15 - 5                                                   | Gabriela Martínez G 15 - 10, 12 - 15, 11 - 6 | María Paz Muñoz G 15 - 5, 10 - 15, 11 - 7             | Paola Longoria P 10 - 15, 10 - 15                       | Eliminada                       | Medalla de bronce |
| María José Vargas Natalia Méndez | Dobles femenino | Amaya Adriana Riveros G 15 - 11, 15 - 6 Viera Felipe G 15 - 2, 15 - 5 Josefa Parada Carla Muñoz G 15 - 3, 15 - 3 | BYE                                          | Frédérique Lambert Jennifer Saunders G 15 - 9, 15 - 9 | Gabriela Martínez María Rodríguez P 9 - 15, 15 - 10, 11 | eliminadas                      | Medalla de bronce |
| María José Vargas Natalia Méndez | Equipo femenino | |                                              | Canadá · G 2 - 0, 2 - 0                               | Bolivia · G 2 - 0, 2 - 0                                | México · P 0 - 2, 0 - 2         | Medalla de plata  |

## Remo

### Masculino
| Atleta | Evento                                | Preliminar | Preliminar | Repechaje | Repechaje | Final   | Final             |
| Atleta | Evento                                | Tiempo     | Posición   | Tiempo    | Posición  | Tiempo  | Posición          |
| --- | ------------------------------------- | ---------- | ---------- | --------- | --------- | ------- | ----------------- |
| Cristian Rosso Rodrigo Murillo                                                                                | Doble par de remos cortos             | -          | -          | -         | -         | 6:25.15 | Medalla de oro    |
| Iván Carino Agustín Díaz Axel Haack Francisco Esteras                                                         | Cuatro remos largos                   | -          | -          |           |           | 6:26.55 | Medalla de oro    |
| Carlo Lauro Alejandro Colomino                                                                                | Doble par de remos cortos peso ligero | 6:25.90    | 2°         |           |           | 6:30.62 | Medalla de plata  |
| Axel Haack Agustín Díaz                                                                                       | dos remos largos                      | 7:13.47    | 4°         |           |           | 6:38.27 | Medalla de bronce |
| Brian Rosso Rodrigo Murillo Cristian Rosso Ariel Suárez                                                       | cuatro pares de remos cortos          | 6:36.78    | 3°         |           |           | 5:50.75 | Medalla de oro    |
| Tomás Herrera Pedro Dickson Facundo Forneris Ignacio Pezzente                                                 | Cuatro remos peso ligero              | -          | -          |           |           | 6:17.79 | 5°                |
| Brian Rosso                                                                                                   | Un par de remos cortos peso ligero    | -          | -          |           |           | 7:08.37 | Medalla de bronce |
| Iván Carino Agustín Díaz Francisco Esteras Axel Haack Rodrigo Murillo Ariel Suárez Joel Romero Agustín Scenna | Ocho remos largos con timonel         | -          | -          |           |           | 5:41.66 | Medalla de oro    |

### Femenino
| Atleta                                                 | Evento                                | Preliminar | Preliminar | Repechaje | Repechaje | Final   | Final             |
| Atleta                                                 | Evento                                | Tiempo     | Posición   | Tiempo    | Posición  | Tiempo  | Posición          |
| ------------------------------------------------------ | ------------------------------------- | ---------- | ---------- | --------- | --------- | ------- | ----------------- |
| Oriana Ruiz Milka Kraljev                              | Doble par de remos cortos             | -          | -          |           |           | 7:18.85 | Medalla de bronce |
| Sonia Baluzzo Evelyn Silvestro                         | Doble par de remos cortos peso ligero | -          | -          |           |           | 7:20.41 | 4°                |
| Milka Kraljev                                          | Un par de remos cortos peso ligero    | -          | -          |           |           | 7:43.60 | Medalla de plata  |
| Sonia Baluzzo Milka Kraljev Milagros Porta Oriana Ruiz | Cuatro pares de remos cortos          | -          | -          |           |           | 6:43.39 | 4°                |

## Rugby 7
| Atletas | Evento           | Ronda preliminar | Ronda preliminar  | Ronda preliminar  | Semifinales             | Final              | Posición       |
| Atletas | Evento           | Rival Resultado  | Rival Resultado   | Rival Resultado   | Rival Resultado         | Rival Resultado    | Posición       |
| --- | ---------------- | ---------------- | ----------------- | ----------------- | ----------------------- | ------------------ | -------------- |
| - Felipe Del Mestre - Luciano González - Matías Osadczuk - Lautaro Bazán Vélez - Gastón Revol - Germán Schultz - Santiago Mare - Tomás Vanni - Santiago Álvarez - Francisco Ulloa - Fernando Luna - Franco Sábato | Torneo masculino | Jamaica G 52 - 0 | Uruguay · G 32- 0 | Canadá · G 12 - 7 | Estados Unidos G 31 - 7 | Canadá · G 33 - 10 | Medalla de oro |

| Atletas | Evento          | Ronda preliminar     | Ronda preliminar        | Ronda preliminar         | 5° al 8° puesto | 5° puesto       | Posición |
| Atletas | Evento          | Rival Resultado      | Rival Resultado         | Rival Resultado          | Rival Resultado | Rival Resultado | Posición |
| --- | --------------- | -------------------- | ----------------------- | ------------------------ | --------------- | --------------- | -------- |
| - Mayra Aguilar - Florencia Moreno - Jaqueline Corzo - Gimena Mattus - Andrea Moreno - Mayra Genghini - Yamila Otero - Josefina Padellaro - María Laura Pedrozo - Valeria Casas - Valeria Montero - Brisa Trigo | Torneo femenino | Colombia · P 14 - 24 | Estados Unidos P 0 - 49 | Trinidad y Tobago G 46-0 | México · G 32-7 | Perú · G 34-12  | 5°       |

## Sóftbol
Equipo
| - Santiago Nicolás Carril - Federico Alejandro Eder - Gustavo Oscar Godoy - Manuel Ignacio Godoy - Román Alejandro Godoy Herbel - Juan Ladislao Malarczuk | - Huemul Ezequiel Mata Carabajal - Teo Migliavacca Skladny - Mariano Alberto Montero - Bruno Motroni - Gonzalo Augusto Ojeda - Alan Javier Peker | - Juan Adolfo Potolicchio - Gian Marcos Enrique Scialacomo - Juan Cruz Zara |

Resultados y tabla
| Rival 1   | Puntaje | Rival 2        | Resultado |
| --------- | ------- | -------------- | --------- |
| Argentina | 4-3     | México         | Victoria  |
| Argentina | 1-0     | Venezuela      | Victoria  |
| Argentina | 3-0     | Estados Unidos | Victoria  |
| Argentina | 8-1     | Cuba           | Victoria  |
| Argentina | 13-0    | Perú           | Victoria  |
| Argentina | 7-0     | Estados Unidos | Victoria  |
| Argentina | 5-0     | Estados Unidos | Victoria  |

Posición final: 

## Squash

### Masculino
| Robertino Pezzota                           | Individual masculino |  | Jaime Nicolás Pinto G 11-7, 11-5, 11-5 | Arturo Salazar Martínez G 13-11, 14-12, 5-11, 6-11, 13-11 | Miguel Ángel Rodríguez P 11-9, 14-16, 6-11, 7-11                | Medalla de bronce |           |           |           |           |           |
| Leandro Ezequiel Romiglio                   | Individual masculino |  |                                        | Todd Harrity P 4-11, 7-11, 3-11                           | No avanzó                                                       | No avanzó         | No avanzó | No avanzó | No avanzó | No avanzó | No avanzó |
| Leandro Ezequiel Romiglio Robertino Pezzota | Dobles masculino     |  |                                        |                                                           | Shawn Adam Delierre Nicholas Willia Sachvie P 5-11, 11-7, 10-11 | No avanzó         |           |           |           |           |           |

### Femenino
| Antonella Falcione                   | Individual femenino |  | María Pía Hermosa G 11-1, 11-4, 11-5 | Hollie Naughton P 5-11, 2-11, 6-11   | No avanzó                                   | No avanzó | No avanzó | No avanzó | No avanzó | No avanzó | No avanzó |           |
| Pilar Etchechoury                    | Individual femenino |  |                                      | Samantha Cornett P 11-13, 0-11, 7-11 | No avanzó                                   | No avanzó | No avanzó | No avanzó | No avanzó | No avanzó | No avanzó |           |
| Pilar Etchechoury Antonella Falcione | Dobles femenino     |  |                                      |                                      | Amanda Sobhy Sabrina Sobhy P 3 - 11, 8 - 11 | No avanzó | No avanzó | No avanzó | No avanzó | No avanzó | No avanzó | No avanzó |

| Cecilia Cerquetti Antonella Falcione Fernanda Rocha | Equipo femenino | México · P 0 - 3, 0 - 3, 0 - 3 | Estados Unidos P 1 - 3, 0 - 3, 3 - 2 | Brasil · P 2 - 3, 2 - 3, 1 - 3 | No avanzó | No avanzó | No avanzó | No avanzó | No avanzó | No avanzó | No avanzó |

## Taekwondo

### Masculino
| Atletas      | Evento          | Cuartos de final | Semifinales       | Final                 | Posición       |
| Atletas      | Evento          | Rival Resultado  | Rival Resultado   | Rival Resultado       | Posición       |
| ------------ | --------------- | ---------------- | ----------------- | --------------------- | -------------- |
| Lucas Guzmán | -58kg masculino | David Kim G 5-3  | Paulo Souza G 5-3 | Brandon Plaza G 19-17 | Medalla de oro |

| Atletas    | Evento          | Ronda de 8          | Cuartos de final       | Repechaje Ronda 1       | Repechaje Ronda 2 Medalla de Bronce | Posición |
| Atletas    | Evento          | Rival Resultado     | Rival Resultado        | Rival Resultado         | Rival Resultado                     | Posición |
| ---------- | --------------- | ------------------- | ---------------------- | ----------------------- | ----------------------------------- | -------- |
| Martín Sio | +80kg masculino | Fraily Mora G 24-10 | Jonathan Healy P 12-18 | Yorman Montalvo G 17-11 | Carlos Sansores P 13-17             | 5°       |

### Femenino
| Atleta         | Evento         | Ronda de 8                 | Posición |
| Atleta         | Evento         | Rival Resultado            | Posición |
| -------------- | -------------- | -------------------------- | -------- |
| Daiana Vázquez | -49kg femenino | Victoria Stambaugh P 10-11 | 11°      |

| Atleta         | Evento         | Ronda de 8         | Cuartos de final | Semifinales        | Repechaje Por la Medalla de Bronce | Posición |
| Atleta         | Evento         | Rival Resultado    | Rival Resultado  | Rival Resultado    | Rival Resultado                    | Posición |
| -------------- | -------------- | ------------------ | ---------------- | ------------------ | ---------------------------------- | -------- |
| Gianella Evolo | -57kg femenino | Aittana Moya G 7-3 | Mell Mina G 8-7  | Skylar Park P 1-14 | Nishy Lee Lindo P 3-10             | 5°       |

| Atleta         | Evento         | Ronda de 8             | Cuartos de final        | Repechaje Por la Medalla de Bronce | Posición |
| Atleta         | Evento         | Rival Resultado        | Rival Resultado         | Rival Resultado                    | Posición |
| -------------- | -------------- | ---------------------- | ----------------------- | ---------------------------------- | -------- |
| Alexis Arnoldt | -67kg femenino | Claudia Gallardo G 9-7 | Paige MC Pherson P 7-25 | Arlettys Acosta P 7-10             | 5°       |

## Tenis

### Masculino
| Atletas             | Evento               | Primera Ronda                   | Segunda Ronda                  | Tercera Ronda                      |          |
| Atletas             | Evento               | Rival Resultado                 | Rival Resultado                | Rival Resultado                    | Posición |
| ------------------- | -------------------- | ------------------------------- | ------------------------------ | ---------------------------------- | -------- |
| Francisco Cerúndolo | Individual masculino | Rowland Phillips G 6 - 3, 6 - 1 | Gonzalo Escobar G 6 - 3, 6 - 2 | Joao Menezes P 6 - 2, 3 - 6, 4 - 6 | 11       |

| Atletas         | Evento               | Primera Ronda   | Segunda Ronda                    | Tercera Ronda                   | Cuartos de final              | Semifinales                         | Medalla de Bronce                |                   |
| Atletas         | Evento               | Rival Resultado | Rival Resultado                  | Rival Resultado                 | Rival Resultado               | Rival Resultado                     | Rival Resultado                  | Posición          |
| --------------- | -------------------- | --------------- | -------------------------------- | ------------------------------- | ----------------------------- | ----------------------------------- | -------------------------------- | ----------------- |
| Guido Andreozzi | Individual masculino | BYE             | Baker Newman G 6 - 0, 6 - 1      | Thiago Wild G 6 - 2, 6 - 2      | Roberto Cid G 6 - 1, 6 - 4    | Tomas Barrios P 5 - 7, 6 - 4, 2 - 6 | Facundo Bagnis G 6 - 4, 7 - 5,   | Medalla de bronce |
| Facundo Bagnis  | Individual masculino | BYE             | Wilfredo González G 6 - 3, 6 - 3 | Michael Redlicki G 6 - 4, 6 - 1 | José Hernández G 6 - 2, 6 - 3 | Joao Menezes P 6- 4 , 2 - 6, 4 - 6  | Guido Andreozzi P 4 - 6 , 5 - 7. | 4                 |

| Atletas                        | Evento           | Primera Ronda   | Segunda Ronda                              | Cuartos de final                                | Semifinales                                      | Final                                                 |                  |
| Atletas                        | Evento           | Rival Resultado | Rival Resultado                            | Rival Resultado                                 | Rival Resultado                                  | Rival Resultado                                       | Posición         |
| ------------------------------ | ---------------- | --------------- | ------------------------------------------ | ----------------------------------------------- | ------------------------------------------------ | ----------------------------------------------------- | ---------------- |
| Guido Andreozzi Facundo Bagnis | Dobles masculino | BYE             | Baker Newman Justin Roberts G 6 - 2, 6 - 2 | Alejandro González Nicolás Mejía G 6 - 2, 6 - 1 | Juan Pablo Varillas Sergio Galdós G 6 - 1, 7 - 5 | Gonzalo Escobar Roberto Quiroz P 4 - 6, 6 - 3, 8 - 10 | Medalla de plata |

### Femenino
| Atletas                        | Evento              | Primera Ronda                                | Segunda Ronda                               | Cuartos de final             | Semifinales                         | Final                                   |                |
| Atletas                        | Evento              | Rival Resultado                              | Rival Resultado                             | Rival Resultado              | Rival Resultado                     | Rival Resultado                         | Posición       |
| ------------------------------ | ------------------- | -------------------------------------------- | ------------------------------------------- | ---------------------------- | ----------------------------------- | --------------------------------------- | -------------- |
| Nadia Podoroska                | Individual femenino | Fernanda Brito G 6 - 2, 7 - 5                | Mell Reasco G 6 - 3, 6 - 2                  | Usue Arconada G 6 - 4, 6 - 4 | Verónica Cepede-Royg G 6 - 3, 6 - 4 | Carolina Dolehide G 2 - 6, 6 - 3, 7 - 6 | Medalla de oro |
| Catalina Pella                 | Individual femenino | Marcela Zacarias P 2 - 6, 1 - 6              | Eliminada                                   |                              |                                     |                                         |                |
| Victoria Bosio                 | Individual femenino | Charlotte Paredes G 7 - 5, 6 - 3             | Carolina Alves P 1 - 6, 7 - 6, 4 - 6        |                              |                                     |                                         |                |
| Nadia Podoroska Catalina Pella | Dobles femenino     | Melissa Morales Andrea Weedon G 6 - 1, 6 - 1 | Carolina Alves Luisa Stefani P 2 - 6, 2 - 6 |                              |                                     |                                         |                |

### Mixto
| Victoria Bosio Francisco Cerúndolo | Dobles Mixto | Anastacia Lamachkine Sergio Galdos P 3 - 6, 1 - 6 |

## Tenis de mesa
| Horacio Cifuentes | Individual masculino | Rodrigo Tapia G 4 - 2   | Eugene Wang P 1 - 4  | No avanzó | No avanzó | 9  |
| Gastón Alto       | Individual masculino | Bryan Blas G 4 - 0      | Kanak Jha P 1- 4     | No avanzó | No avanzó | 9  |
| Ana Codina        | Individual femenino  | Hidalynn Zapata P 3 - 4 | No avanzó            | No avanzó | No avanzó | 17 |
| Camila Argüelles  | Individual femenino  | Clio Barcenas G 4 - 0   | Paula Medina P 0 - 4 | No avanzó | No avanzó | 9  |

## Tiro
Hombres
| Evento                | Atleta                  | Calificación | Calificación | Final      | Final             |
| Evento                | Atleta                  | Puntuación   | Posición     | Puntuación | Posición          |
| --------------------- | ----------------------- | ------------ | ------------ | ---------- | ----------------- |
| Sebastián Lobo        | 10 m pistola            | 559-11x      | 22°          | No avanza  | No avanza         |
| Juan Manuel Fragueiro | 10 m pistola            | 560-9x       | 20°          | No avanza  | No avanza         |
| Fernando Vidal        | Fosa                    | 107-x        | 22°          | No avanza  | No avanza         |
| Fernando Borello      | Fosa                    | 110-x        | 19°          | No avanza  | No avanza         |
| Alexis Eberhardt      | 50 m Rifle 3 posiciones | 551-10x      | 6°           | 425.3      | 4°                |
| Alejandro Pasero      | 50 m Rifle 3 posiciones | 1.145-48x    | 10°          | No avanza  | No avanza         |
| Julián Gutiérrez      | 10 m rifle              | 621.0        | 5°           | 224.5      | Medalla de bronce |
| Alexis Eberhardt      | 10 m rifle              | 620.7        | 6°           | 203.2      | 4°                |
| Ariel Walter Romero   | Skeet                   | 117-x        | 12°          | No avanza  | No avanza         |
| Federico Gil          | Skeet                   | 116-x        | 14°          | No avanza  | No avanza         |

Mujeres
| Evento          | Atleta                  | Calificación | Calificación | Final      | Final             |
| Evento          | Atleta                  | Puntuación   | Posición     | Puntuación | Posición          |
| --------------- | ----------------------- | ------------ | ------------ | ---------- | ----------------- |
| Laura Ramos     | 10 m pistola            | 550-4x       | 17°          | No avanza  | No avanza         |
| Rocío Ravier    | 10 m pistola            | 546-8x       | 19°          | No avanza  | No avanza         |
| María Lamarque  | 50 m Rifle 3 posiciones | 1554-35x     | 5°           | 192.6      | 8°                |
| Amelia Fournel  | 50 m Rifle 3 posiciones | 1129-29x     | 19°          | No avanza  | No avanza         |
| Alliana Volkart | 10 m Rifle              | 621.6        | 4°           | 162.1      | 6°                |
| Fernanda Russo  | 10 m Rifle              | 618.7        | 8°           | 225.8      | Medalla de bronce |
| Melisa Gil      | Skeet                   | 116-x        | 4°           | 29         | 4°                |

Mixtos
| Evento                              | Atleta        | Calificación | Calificación | Final      | Final          |
| Evento                              | Atleta        | Puntuación   | Posición     | Puntuación | Posición       |
| ----------------------------------- | ------------- | ------------ | ------------ | ---------- | -------------- |
| Laura Ramos Juan Manuel Fragueiro   | 10 m pistola  | 753          | 7°           | No avanza  | No avanza      |
| Rocío Celeste Ravier Sebastián Lobo | 10 m pistola  | 735          | 19°          | No avanza  | No avanza      |
| Julián Gutiérrez Fernanda Russo     | Rifle de Aire | 828..3       | 4°           | 499.2      | Medalla de oro |
| Alexis Eberhardt Alliana Volkart    | Rifle de Aire | 819.8        | 13°          | No avanza  | No avanza      |

## Tiro con arco
Masculino
| Damián Jajarabilla | Arco Recurvo Individual masculino | 657 | 14° | Marcelo Da Silva Costa G 6 -4  | Jack Williams P 3 -7 | No avanzó | No avanzó | No avanzó | No avanzó | No avanzó | No avanzó | No avanzó |
| Kevin Sábado       | Arco Recurvo Individual masculino | 585 | 32° | Brady Ellison P 0 - 6          | No avanzó            | No avanzó | No avanzó | No avanzó | No avanzó | No avanzó | No avanzó |           |
| Iván Nikolajuk     | Arco Recurvo individual masculino | 704 | 5°  | Daniel Muñoz Pérez P 144 - 148 | No avanzó            | No avanzó | No avanzó | No avanzó | No avanzó | No avanzó | No avanzó |           |

Femenino
| Florencia Leithold Juárez | Arco Recurvo Individual femenino | 629 | 11° | Mariessa Pinto G 7 - 1       | Khatuna Lorig P 0 - 6 | No avanzó | No avanzó | No avanzó | No avanzó | No avanzó | No avanzó | No avanzó |
| Gisela Yubrín             | Arco Recurvo individual femenino | 607 | 21° | Ane Gomes Dos Santos P 3 - 7 | No avanzó             | No avanzó | No avanzó | No avanzó | No avanzó | No avanzó | No avanzó |           |

| Atleta                | Evento                             | Ronda de clasificación | Ronda de clasificación | Octavos de final               | Cuartos de final              | Semifinales                | Medalla de bronce        |
| Atleta                | Evento                             | Puntaje                | Sembrado               | Rival Resultado                | Rival Resultado               | Rival Resultado            | Rival Resultado          |
| --------------------- | ---------------------------------- | ---------------------- | ---------------------- | ------------------------------ | ----------------------------- | -------------------------- | ------------------------ |
| María Eugenia Briozzo | Arco Compuesto individual femenino | 682                    | 7°                     | María José Sebadua G 142 - 137 | Ana Mendoza Reina G 143 - 140 | Andrea Becerra P 141 - 143 | Paige Pearce P 143 - 149 |

Mixto
| Damián Jajarabilla Florencia Leithold Juárez | Arco Recurvo - Equipo mixto   | 1286 | 7° | Venezuela G 5 - 1 | Venezuela P 0 - 6       | No avanzó            | No avanzó             | No avanzó      | No avanzó | No avanzó | No avanzó | No avanzó |
| María Eugenia Briozzo Iván Nikolajuk         | Arco Compuesto - Equipo mixto | 1386 | 4° |                   | Puerto Rico G 154 - 153 | Colombia G 157 - 154 | Guatemala G 153 - 152 | Medalla de oro |           |           |           |           |

## Triatlón

### Masculino
| Atletas         | Evento               | Nado (1.5 km) | Transición 1 | Bicicleta (40 km) | Transición 2 | Carrera (10 km) | Total   | Posición          |
| --------------- | -------------------- | ------------- | ------------ | ----------------- | ------------ | --------------- | ------- | ----------------- |
| Luciano Taccone | Individual masculino | 17:54 16°     | 18:48 18°    | 1:18:49 1°        | 1:19:12 1°   | 1:51:03 3°      | 1:51:03 | Medalla de bronce |
| Martín Beridian | Individual masculino | 17:44 7°      | 18:39 11°    | 1:19:09 17°       | 1:19:34 17°  | 1:53:54 17°     | 1:53:54 | 17°               |

### Femenino
| Atletas         | Evento              | Nado (1.5 km) | Transición 1 | Bicicleta (40 km) | Transición 2 | Carrera (10 km) | Total   | Posición |
| --------------- | ------------------- | ------------- | ------------ | ----------------- | ------------ | --------------- | ------- | -------- |
| Romina Biagioli | Individual femenino | 19:56 12°     | 20:48 10°    | 1:27:52 13°       | 1:28:22 12°  | 2:03:58 3°      | 2:03:58 | 9°       |
| Delfina Álvarez | Individual femenino | 20:55 22°     | 21:54 21°    | 1:32:28 19°       | 1:32:56 9°   | 2:12:14 18°     | 2:12:14 | 18°      |

## Vela
Masculino
| Regatistas             | Evento  | Regatas | Regatas | Regatas | Regatas | Regatas | Regatas | Regatas | Regatas | Regatas | Regatas | Regatas | Regatas | Regatas | Puntos totales | Final Posición   |
| Regatistas             | Evento  | 1       | 2       | 3       | 4       | 5       | 6       | 7       | 8       | 9       | 10      | 11      | 12      | M*      | Puntos totales | Final Posición   |
| ---------------------- | ------- | ------- | ------- | ------- | ------- | ------- | ------- | ------- | ------- | ------- | ------- | ------- | ------- | ------- | -------------- | ---------------- |
| Bautista Saubidet      | RS:X    | 2       | 1       | 1       | 3       | 1       | 2       | 3       | 3       | 3       | 1       | 1       | 3       | 4       | 28             | Medalla de oro   |
| Yago Lange Klaus Lange | 49ER    | 5       | 3       | 6       | 1       | 2       | 2       | 4       | 1       | 3       | OCS     | 5       | 1       | 2       | 44             | Medalla de plata |
| Juan Pablo Bisio       | Laser   | 10      | 6       | 9       | 10      | 12      | 4       | 9       | 12      | 7       | 9       |         |         | 8       | 96             | 7º               |
| Martin Alsogaray       | Sunfish | 8       | 10      | 3       | 5       | 6       | 8       | 3       | DSQ     | 7       | 4       |         |         | 12      | 80             | 7º               |

| Regatistas | Evento   | Regatas | Regatas | Regatas | Regatas | Regatas | Regatas | Regatas | Regatas | Regatas | Regatas | Regatas | Regatas | Regatas | Regatas | Regatas | Regatas | Regatas | Regatas | Regatas | Regatas | Regatas | Puntos totales | Final Posición |
| Regatistas | Evento   | 1       | 2       | 3       | 4       | 5       | 6       | 7       | 8       | 9       | 10      | 11      | 12      | 13      | 14      | 15      | 16      | 17      | 18      | M*      | M*      | M*      | Puntos totales | Final Posición |
| ---------- | -------- | ------- | ------- | ------- | ------- | ------- | ------- | ------- | ------- | ------- | ------- | ------- | ------- | ------- | ------- | ------- | ------- | ------- | ------- | ------- | ------- | ------- | -------------- | -------------- |
| José Fazio | Kitefoil | 9       | 9       | 6       | 9       | 9       | 8       | 9       | 10      | 9       | 8       | 10      | 9       | 10      | 9       | 9       | 8       | 7       | 8       | (no)    | (no)    | (no)    | 156            | 10º            |

Femenino
| Regatistas                         | Evento | Regatas | Regatas | Regatas | Regatas | Regatas | Regatas | Regatas | Regatas | Regatas | Regatas | Regatas | Regatas | Regatas | Puntos totales | Final Posición    |
| Regatistas                         | Evento | 1       | 2       | 3       | 4       | 5       | 6       | 7       | 8       | 9       | 10      | 11      | 12      | M       | Puntos totales | Final Posición    |
| ---------------------------------- | ------ | ------- | ------- | ------- | ------- | ------- | ------- | ------- | ------- | ------- | ------- | ------- | ------- | ------- | -------------- | ----------------- |
| Celia Tejerina                     | RS:X   | 1       | 3       | 1       | 1       | 4       | 3       | 1       | DNF     | 5       | 2       | 2       | 4       | 8       | 44             | Medalla de plata  |
| Lucía Falasca                      | Laser  | 8       | 3       | 10      | 4       | 3       | 7       | 3       | 3       | 4       | 2       |         |         | 6       | 53             | Medalla de bronce |
| Victoria Travascio María Sol Branz | FX     | 2       | 3       | 2       | 4       | 4       | 3       | 3       | 1       | 2       | 4       | 4       | DSQ     | 2       | 40             | Medalla de bronce |

Mixto
| Regatistas                                  | Evento    | Regatas | Regatas | Regatas | Regatas | Regatas | Regatas | Regatas | Regatas | Regatas | Regatas | Regatas | Regatas | Regatas | Puntos totales | Final Posición   |
| Regatistas                                  | Evento    | 1       | 2       | 3       | 4       | 5       | 6       | 7       | 8       | 9       | 10      | 11      | 12      | M       | Puntos totales | Final Posición   |
| ------------------------------------------- | --------- | ------- | ------- | ------- | ------- | ------- | ------- | ------- | ------- | ------- | ------- | ------- | ------- | ------- | -------------- | ---------------- |
| Javier Conte Ignacio Giammona Paula Salerno | Lightning | 4       | 3       | 2       | 5       | 1       | 1       | 3       | 1       | 2       | 1       |         |         | 2       | 25             | Medalla de oro   |
| Mateo Majdalani Eugenia Bosco               | Nacra 17  | 3       | 1       | 4       | 2       | 2       | 2       | 2       | 3       | 2       | 10      | 3       | 1       | 2       | 37             | Medalla de plata |
| Luis Soubie Brenda Quagliotti               | Snipe     | 6       | 5       | 1       | 9       | 6       | 4       | 4       | 7       | 1       | 6       |         |         | 2       | 51             | 5º               |

## Voleibol

#### Masculino
Equipo
| - Matías Sánchez - Matías Giraudo - Germán Johansen - Luciano Palonsky - Nicolás Bruno - Lisandro Zanotti | - Jan Martínez - Nicolás Lazo - Joaquín Gallego - Gastón Fernández - Facundo Imhoff - Franco Massimino |

Clasificación de la fase de grupos
| Pos | Equipo      | PJ | PG | PP | SF | SC | PTS |
| --- | ----------- | -- | -- | -- | -- | -- | --- |
| 1   | Argentina   | 3  | 1  | 0  | 8  | 3  | 12  |
| 2   | Cuba        | 3  | 2  | 1  | 6  | 4  | 9   |
| 3   | Perú        | 3  | 1  | 2  | 7  | 5  | 9   |
| 4   | Puerto Rico | 3  | 0  | 3  | 0  | 9  | o   |

Fase de grupos
| Fecha       | Encuentro               | Resultado | Set   | Set   | Set   | Set | Set | Puntuación total |
| Fecha       | Encuentro               | Resultado | 1     | 2     | 3     | 4   | 5   | Puntuación total |
| ----------- | ----------------------- | --------- | ----- | ----- | ----- | --- | --- | ---------------- |
| 17 de julio | Argentina - Cuba        | 3-0       | 28-26 | 25-22 | 25-22 |     |     | 78-72            |
| 19 de julio | Argentina - Perú        | 3-0       | 25-16 | 27-25 | 26-24 |     |     | 78 – 65          |
| 21 de julio | Argentina - Puerto Rico | 3-0       | 25-18 | 25-12 | 25-18 |     |     | 75 – 48          |

Semifinales
| Fecha       | Encuentro         | Resultado | Set   | Set   | Set   | Set   | Set | Puntuación total |
| Fecha       | Encuentro         | Resultado | 1     | 2     | 3     | 4     | 5   | Puntuación total |
| ----------- | ----------------- | --------- | ----- | ----- | ----- | ----- | --- | ---------------- |
| 3 de agosto | Argentina - Chile | 3-1       | 25-21 | 23-25 | 28-26 | 25-17 |     | 101 – 89         |

Partido por la medalla de oro
| Fecha  | Encuentro        | Resultado | Set   | Set   | Set   | Set | Set | Puntuación total |
| Fecha  | Encuentro        | Resultado | 1     | 2     | 3     | 4   | 5   | Puntuación total |
| ------ | ---------------- | --------- | ----- | ----- | ----- | --- | --- | ---------------- |
| 5-8-19 | Argentina - Cuba | 3-0       | 25-20 | 25-17 | 25-20 |     |     | 75-57            |

- Posición final:

#### Femenino
Equipo
| - Valentina Galiano - Victoria Mayer - Lucía Fresco - Yamila Nizetich - Elina Rodríguez - Antonela Fortuna | - Daniela Bulaich - Tanya Acosta - Julieta Lazcano - Victoria Michel Tosi - Candelaria Herrera - Tatiana Rizzo |

Clasificación de la fase de grupos
| Pos | Equipo         | PJ | PG | PP | SF | SC | PTS |
| --- | -------------- | -- | -- | -- | -- | -- | --- |
| 1   | Brasil         | 3  | 2  | 1  | 6  | 4  | 9   |
| 2   | Argentina      | 3  | 1  | 0  | 8  | 3  | 12  |
| 3   | Puerto Rico    | 3  | 1  | 2  | 7  | 5  | 9   |
| 4   | Estados Unidos | 3  | 0  | 3  | 0  | 9  | o   |

Fase de grupos
| Fecha       | Encuentro                  | Resultado | Set   | Set   | Set   | Set   | Set   | Puntuación total |
| Fecha       | Encuentro                  | Resultado | 1     | 2     | 3     | 4     | 5     | Puntuación total |
| ----------- | -------------------------- | --------- | ----- | ----- | ----- | ----- | ----- | ---------------- |
| 7 de agosto | Argentina - Estados Unidos | 3-2       | 25-17 | 25-17 | 20-25 | 18-25 | 15-10 | 103-94           |
| 19 de julio | Argentina - Brasil         | 3-0       | 25-23 | 25-19 | 25-23 |       |       | 75 – 66          |
| 21 de julio | Argentina - Puerto Rico    | 1-3       | 25-22 | 16-25 | 24-26 | 23-25 |       | 88 – 98          |

Semifinales
| Fecha       | Encuentro                        | Resultado | Set   | Set   | Set   | Set   | Set | Puntuación total |
| Fecha       | Encuentro                        | Resultado | 1     | 2     | 3     | 4     | 5   | Puntuación total |
| ----------- | -------------------------------- | --------- | ----- | ----- | ----- | ----- | --- | ---------------- |
| 3 de agosto | Argentina - República Dominicana | 1-3       | 18-25 | 28-26 | 13-25 | 21-25 |     | 80 – 101         |

Medalla de Bronce
| Fecha       | Encuentro          | Resultado | Set   | Set   | Set   | Set | Set | Puntuación total |
| Fecha       | Encuentro          | Resultado | 1     | 2     | 3     | 4   | 5   | Puntuación total |
| ----------- | ------------------ | --------- | ----- | ----- | ----- | --- | --- | ---------------- |
| 3 de agosto | Argentina - Brasil | 3-0       | 26-24 | 25-20 | 25-21 |     |     | 76 – 65          |

Posición final: 

## Voleibol de playa
| Atletas                         | Evento           | Ronda preliminar                                    | Ronda preliminar                              | Ronda preliminar                                              | Cuartos de final                                   | Semifinales                                        | Medalla de bronce                              | Posición          |
| Atletas                         | Evento           | Rival Resultado                                     | Rival Resultado                               | Rival Resultado                                               | Rival Resultado                                    | Rival Resultado                                    | Rival Resultado                                | Posición          |
| ------------------------------- | ---------------- | --------------------------------------------------- | --------------------------------------------- | ------------------------------------------------------------- | -------------------------------------------------- | -------------------------------------------------- | ---------------------------------------------- | ----------------- |
| Nicolás Capogrosso Julián Azaad | Torneo masculino | Daynte Stewart Marlon Phillip G 21-15, 21-7         | David Vargas Carlos Escobar G 21-12, 21-12    | Mark Burik Ian Satterfield G 19-21, 21-10, 15 - 12            | Mauricio Vieyto Marco Cairus G 14-21, 21-14, 18-16 | Juan Virgen Rodolfo Ontíveros P 21-9, 17-21, 12-15 | Michael Plantinga Aaron Nusbaum G 21-17, 21-18 | Medalla de bronce |
| Ana Gallay Fernanda Pereyra     | Torneo femenino  | Paola Alvarado Estefanie Benthacount G 21-13, 21-11 | Swan Mendoza Lorette Rodríguez G 21-12, 21-11 | Amanda Harnett Marie-Christine Lapointe G 21-13, 20-22, 15-11 | Francisca Rivas María Mardones G 22-20, 21-18      | Maylen Delis Leila Martínez] G 21-19, 24-22        | Karissa Cook Jace Pardon P 21-14, 20-22, 10-15 | Medalla de plata  |

## Waterpolo

### Masculino
| Atleta | Evento           | Fase de grupos     | Fase de grupos  | Fase de grupos    | Cuartos de final | Semifinales             | Medalla de Bronce | Posición |
| Atleta | Evento           | Partido 1          | Partido 2       | Partido 3         | Cuartos de final | Semifinales             | Medalla de Bronce | Posición |
| Atleta | Evento           | Rival Resultado    | Rival Resultado | Rival Resultado   | Rival Resultado  | Rival Resultado         | Rival Resultado   | Posición |
| --- | ---------------- | ------------------ | --------------- | ----------------- | ---------------- | ----------------------- | ----------------- | -------- |
| - Diego Malnero - Tomás Galimberti - Guido Martino - Tomás Echenique - Esteban Corsi - Eduardo Bonomo - Emanuel López - Carlos Camnasio - Germán Yáñez - Ramiro Veich - Iván Carabantes | Torneo masculino | México · G 13 - 11 | Perú · G 12 - 6 | Brasil · P 7 - 12 | Cuba · G 9 - 7   | Estados Unidos P 1 - 17 | Brasil · P 6 - 9  | 4        |